# Історія шахів

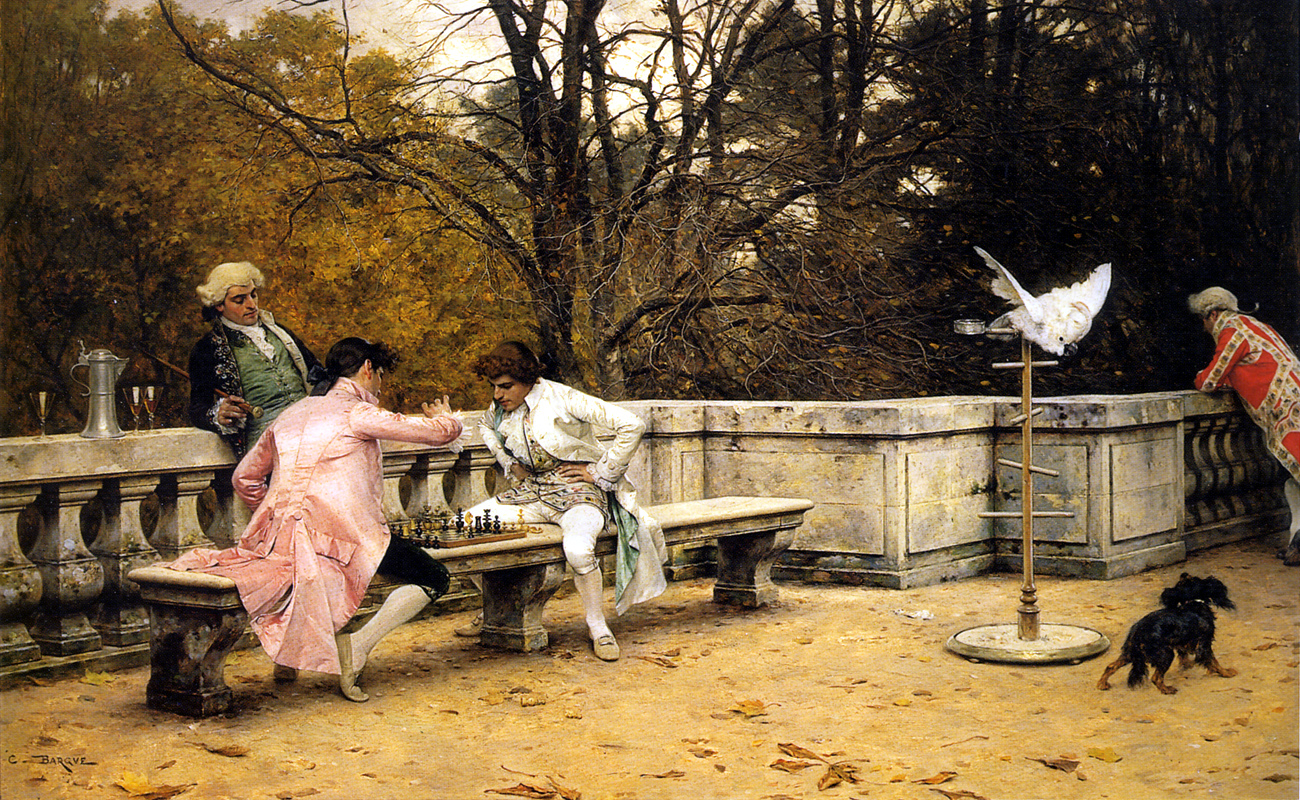
Французькі шахісти галантної доби на картині Шарля Барга

Історія шахів налічує не менше як півтори тисячі років, а можливо й більше. Винайдені в Індії в V—VI столітті, шахи поширилися практично по всьому світі, ставши невід'ємною частиною людської культури.
Уже в V—VI століттях в Індії була відома гра чатуранґа, яку вважають предком шахів.

## Виникнення шахів. Чатуранґа
Настільні ігри, що полягали в киданні чи переміщенні каменів, кружалець або фігурок виникли ще до нашої ери в Азії, Африці та Америці. Спочатку вони виконували містичні, магічні, кабалістичні функції — ворожіння і тому подібне. Згодом такі ігри почали використовувати для розваги й дозвілля.
Батьківщиною шахів вважають Індію, в якій не пізніше кінця VI століття н. е. була відома гра чатуранга — вірогідний прямий попередник шахів. У чатурангу на дошці 8x8 грали комплектом фігур, схожих на шахові, а метою гри було поставити мат королю супротивника. Існують спроби, що ґрунтуються на археологічних і письмових свідченнях, пов'язати появу шахів у більш ранній період з Китаєм або Сасанідською Персією, але ці свідоцтва визнаються недостатніми.
Першим текстом, у якому безперечно згадано чатуранґу, вважають історичний роман санскритом «Харчашаріта», автором якого був придворний поет короля Харші Банабхата (сер. VII століття). У ньому Банабхата вживає метафору: «[за часів правління Харші] лише бджоли змагалися за взятки, лише у віршах обрізалися стопи і лише аштапади [дошки для гри] навчали позицій чатуранґи» (тобто не велося справжніх воєн). Складений середньоперською мовою трактат ««Чатранг-Намак»» («Трактат про шахи») оповідає про те, як шахи (чатранг) індійський правитель подарував шахіншаху Хосрову I (531—579). Вважають, що цей переказ має під собою історичну основу та фіксує знайомство персів з чатуранґою за правління Хосрова I. Арабські джерела загалом згодні з тим, що шахи виникли в Індії, звідки про них дізнались перси, хоча у викладі арабських істориків певні історичні деталі вже погано простежуються. Ціла низка арабських істориків з тими чи іншими подробицями викладають легенду про винахідника шахів, який у нагороду зажадав від монарха кількість зерен, яка вийшла б, якби на кожній наступній клітинці шахівниці зерна подвоювалися, і незабаром монарх зрозумів, що такої кількості зерна немає на всій планеті (вона дорівнює 264 − 1 = 18 446 744 073 709 551 615 ≈1,845×1019). Одразу в кількох авторів творець шахів має ім'я Сасса або Сісса бен Дахір. Ця легенда зустрічається в Адлі, Якубі, Біруні та в пізніших працях.
Про деякі ходи фігур у чатуранзі відомо з трактату поета IX століття Рудрати «Кав'яланкара», який описує задачі пройти всі поля дошки для чатуранґи ходом коня, ходом колісниці (тури) і ходом слона. Ходи тури і коня були ідентичні відповідним сучасним шаховим фігурам, а слон ймовірно переміщався на одне поле по діагоналі, в будь-якому напрямку і на одне поле вперед. Однак повні правила чатуранґи достовірно невідомі.
Широко відомий опис чатуранґи для чотирьох гравців, який зробив Біруні у своїй праці про Індію (близько 1030 р.). Згідно з Біруні, на звичайній дошці 8x8 розміщувалися чотири комплекти фігур, які складалися із короля, слона, коня, тури і чотирьох пішаків. Кидок гральної кістки визначав, якою фігурою гравець повинен робити наступний хід, а за кожну «з'їдену» фігуру супротивника гравець отримував певну кількість часток від ставки. Британський дослідник XVIII століття Хайрем Кокс запропонував гіпотезу про те, що саме з цієї гри згодом розвинулися шахи, тобто що гра для чотирьох гравців була попередником гри для двох. У серії статей і в праці «Історія шахів» (1860) цю гіпотезу розвинув Дункан Форбс. Згідно з цією теорією, до сучасного вигляду шахи прийшли через релігійну заборону на гру в кості і внаслідок переформування комплектів фігур. Вже Гарольд Меррей у своїй «Історії шахів» (1913) констатував, що жодні джерела не підтверджують пріоритету гри для чотирьох учасників, а гіпотеза Кокса — Форбса, яка ще й зістарювала чатуранґу на кілька тисяч років, ґрунтується на помилкових датуваннях індійських текстів. Нині її повністю відкинули історики, хоча розповідь про те, що попередником шахів була гра для чотирьох гравців, як і раніше часто зустрічається в популярній літературі.

## Шатрандж
Ймовірно, вже наприкінці VI століття чатуранґа стала відомою персам під назвою «чатранг», яка після завоювання Персії арабами (сер. VII століття) видозмінилася як шатрандж. З арабської літератури детально відомі правила шатранджа: перемога досягалася матом, патом або знищенням усіх фігур суперника, а ключовими відмінностями від сучасних ходів фігур були ходи ферзя (лише на одне поле по діагоналі, у будь-якому напрямку, це була найслабша фігура) і слона (через одне поле по діагоналі, у будь-якому напрямку) і відсутність рокіровки. Через загальну повільність шатранджа партію зазвичай починали з однієї зі встановлених позицій («табії», попередниці сучасних дебютів), арабські майстри шатранджа залишили загалом опис шістнадцяти табій. Крім того, з арабських манускриптів відомі близько 550 задач (мансуб).
Бурятсько-монгольська версія шатранджа називалася ««шатар»» або «хіашатар». Пізніше, потрапивши до таджиків, шатрандж дістав таджицькою назву «шахмат» (у перекладі — «володар переможений»). 600 рік — перша згадка про шатрандж у художній літературі — перський рукопис «Карнамук». 819 року при дворі халіфа аль-Мамуна в Хоросані пройшов турнір трьох найсильніших гравців того часу: Джабіра ал-Куфі, Абилджафара Ансарі і Зайраба Катая. У 847 році вийшла перша шахова книга, яку написав Аль-Адлі.

## Поширення шахів у Європу

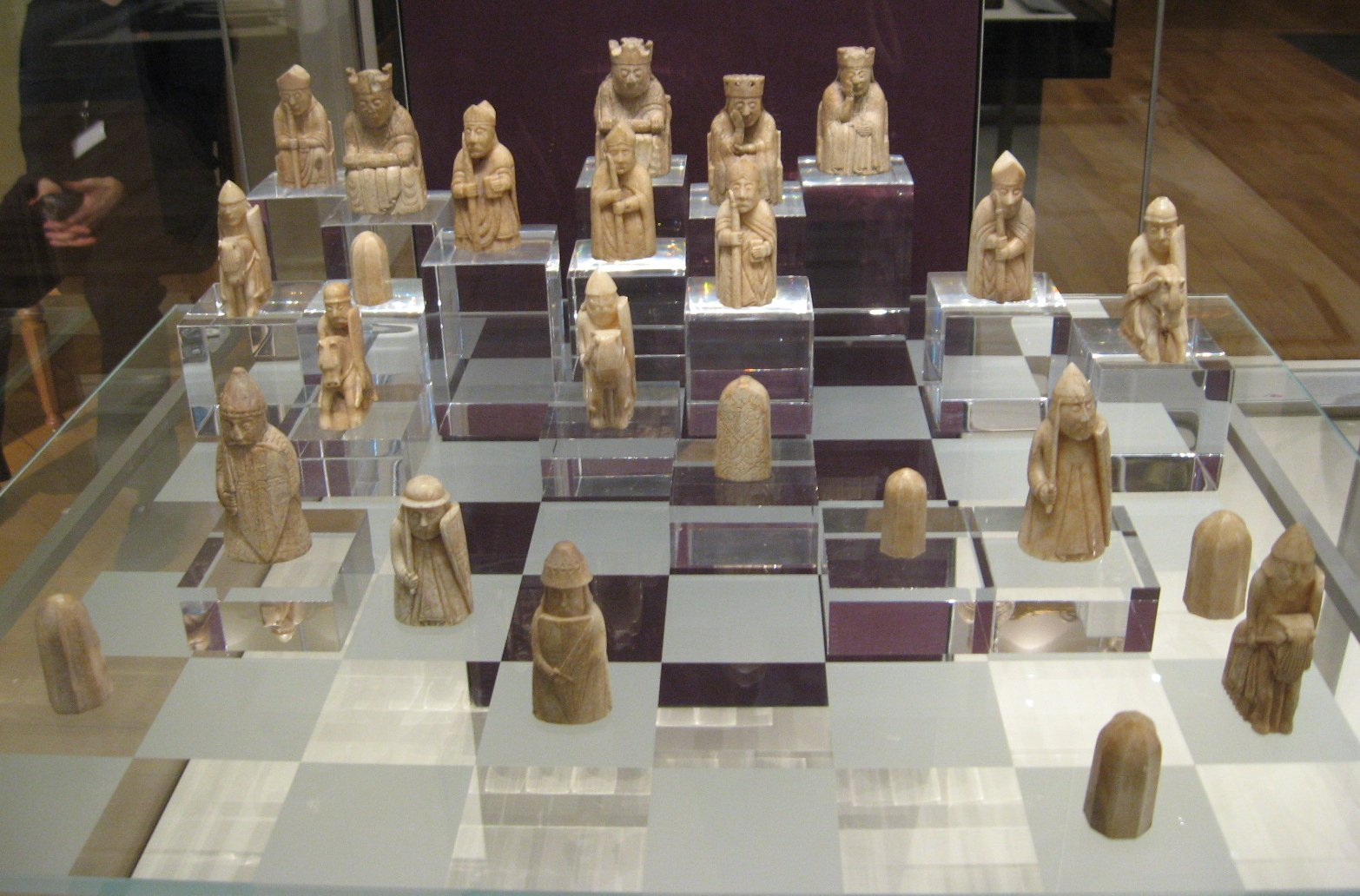
Шахові фігури з острова Льюіс, виставлені в Британському музеї (ймовірно, Норвегія, 2-га половина XII століття)

Шахи стали відомі в Європі завдяки зв'язкам з арабським світом на Піренейському півострові і Сицилії, які в різний час перебували під арабським пануванням. Гарольд Меррей простежує еволюцію арабського слова «шах» у європейських мовах: латинська мова його запозичила у формі scac (scacus) (як позначення фігури короля), від якої згодом утворилися латинські scac(c)i і ludus scacorum («шахи») та назви гри в більшості романських і германських мов (примітний виняток — іспанське ajedrez і португальське xadrez, висхідні до слова «шатрандж»). Оскільки це слово зазнало в латинській мові і висхідних до нього романських мовах ті ж зміни, що й інші латинські слова з буквосполученням sca-, то Меррей приходить до висновку, що воно потрапило в латинську мову не пізніше IX століття. При цьому відсутність згадок про шахи в деяких джерелах, таких як «Життя Карла Великого» франкського історика Ейнгарда (поч. IX століття) або перелік ігор у вокабулярії X століття давньоанглійською мовою — це надійне свідчення того, що шахи були невідомі на відповідній території. Перші згадки про шахові комплекти в письмових європейських джерелах припадають на XI століття: це заповіти графа Урхеля Ерменгола I (974—1010) і графині Ермесенди Каркасонської (пом. 1058). Вже починаючи з XII століття західноєвропейські джерела рясніють згадками про гру. Меррей виділяє в ранньоєвропейських шахах дві традиції: одну, висхідну до арабізованої Іспанії і популярну у Франції і, завдяки нормандському завоюванню, в Англії, і другу, що склалася в Італії, а пізніше в Німеччині і Скандинавії. Для першої традиції було характерним збереження арабської спадщини гри, що виражалося в номенклатурі: постать, що стояла поруч з королем, називали «ферзь», а слон старофранцузькою називався aufin (пряме запозичення з арабської). Континентальна традиція вже розглядала шахи як гру, яка повчає моралі, реконструкцію держави в мініатюрі, а ці фігури дістали нову назву: відповідно, «королева» і «єпископ» («мудрець» тощо). З часом «королева» повністю витіснила «ферзя», що породило низку казусів, зокрема, питання про те, чи не суперечить наявному світовому порядку те, що після заміни пішака на шахівниці може з'явитися нова королева. У різних країнах це вирішувалося забороною на заміну, якщо перша королева ще залишається на шахівниці, різним статусом звичайної та заміненої королев або перейменуванням фігури, наприклад, на «діву» або «жінку» (лат. virgo, фр. muliermulier та ін).
1061 року кардинал-єпископ Остії Петро Даміані у листі до папи Олександра II засуджував флорентійського єпископа, який грав у шахи, оскільки, на його думку, не було різниці між шахами і азартною грою в кості. Канонічна заборона останньої не підлягала сумніву, «Правила святих апостолів» стверджували: «Єпископ, або пресвітер, або диякон, грі та пияцтву відданий, або да престане, або да буде відлучений. Іподиякон, або читець, або співак, який коїть подібне, або да престане, або да буде відлучений. Так само і миряни.» (п. 42, 43). Меррей припускає, що Даміані знав про шахи з гральними кістками, на які заборона безумовно поширювалась, а, отже, міг вважати гру в шахи без кісток спробою обходу заборони. Енн Саннекс пише, що шахи, в яких фігура, що робить наступний хід, визначалася залежно від випадкового числа, яке випадає на гранях гральних кісток, були поширені в Європі в XI—XIV століттях. Європейські монархи і духовенство неодноразово намагались заборонити шахи серед інших розваг і азартних ігор. Бернард Клервоський включив заборону в статут ордена тамплієрів (1128 рік), єпископ Парижа Одон де Сюлли (пом. 1208) забороняв духовенству «торкатися шахів і мати їх вдома», у XIII столітті засуджували шахи разом з іншими розвагами і азартними іграми король Франції Людовик IX, король Англії Генріх III і архієпископ Кентерберійський Джон Пекхем. Проте ці спроби не мали успіху, гра в шахи продовжувала залишатися популярним захопленням освічених верств. Великий магістр Тевтонського ордена (1324—1330) Вернер фон Орзельн скасував заборону в ордені, вважаючи шахи належним заняттям для лицаря. Багато трактатів про шахи, які дійшли до нас, створені в середовищі духовенства.
Шахи були популярні у вікінгів, які відіграли важливу роль у поширенні їх по Європі аж до Ісландії. Шахи часто згадуються в сагах, так, звід XIII століття «Коло Земне» оповідає про те, як Канут Великий наказав убити ярла Ульфа після сварки за партією в шахи. З вікінгами пов'язаний ймовірно, найвідоміший шаховий комплект Середньовіччя — шахові фігури, виявлені 1831 року на острові Льюїс (Зовнішні Гебридські острови, Шотландія). Точне місце і час створення 78 вирізаних з моржевого бивня і китового зуба фігур невідомі, але за найпоширенішою гіпотезою їх могли вирізати в Тронгеймі у 2-й пол. XII століття.
У Візантійській імперії шахи були відомі під назвою «затрікіон» (грец. Ζατρίκιον), утвореною від середньоперського «чатранг» ще до витіснення його арабським «шатрандж», що дозволяє датувати проникнення шахів у Візантію не пізніше IX століття. Водночас майже всі відомості про шахи у Візантії містяться в арабських джерелах. Зокрема історик X століття аль-Масуді й після нього інші арабські історики згадують, що у Візантії в шахи грали на круглих дошках. Богослов XII століття Іоанн Зонара, коментуючи 42-ге Правило святих апостолів, прямо поширював його на затрікіон. Після падіння Константинополя (1453) візантійський затрікіон зникає; у сучасній грецькій мові гра називається Σκάκι (від латинського scaci).

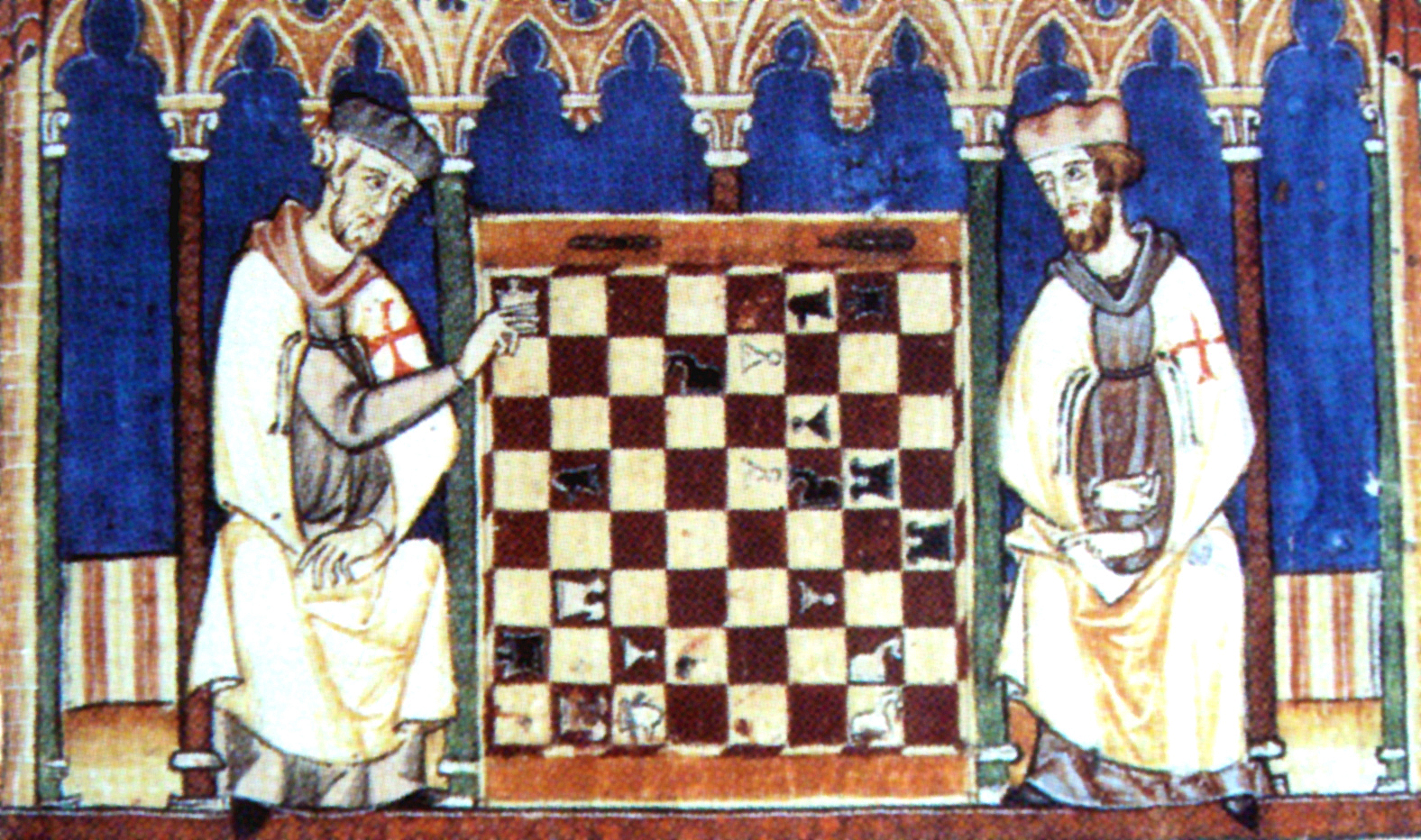
Тамплієри грають у шахи. Мініатюра з (1283).

Вкрай цінним джерелом з історії європейських шахів до XV століття вважають складений 1283 року за короля Альфонсо X манускрипт, відомий як Libro de los juegos (ісп. Книга игр, Libro de Ajedrez, Dados y Tablas («Книга шахів, кісток і дощок») або трактат Альфонса Мудрого. Описані в ньому правила шахів загалом успадковують шатрандж (у ньому також повторюються деякі модифікації шатранджа, такі як астрономічні шахи, відомі за арабськими джерелами), але також містяться декілька нововведень, зокрема, ферзь і пішак на першому ході можуть зробити «стрибок» на два поля, а не на одне; для пішаки ця можливість збереглася дотепер. Право на «стрибок» з'являлося і у «перетвореного» ферзя (при цьому перетворення допускалося, тільки якщо ферзь вже був знятий з шахівниці). Приблизно тоді ж у Північній Італії з'явилась праця домініканського ченця Якобуса Цессолеса «Про звичаї людей простих і знатних», у якій «стрибок» першим ходом отримує і король (цей хід в майбутньому розвинеться в рокіровку) або навіть спільно король і ферзь. Також, за Цессолесом, пат визнається нічиєю, а «голий король» в однієї зі сторін не означає автоматичної поразки.

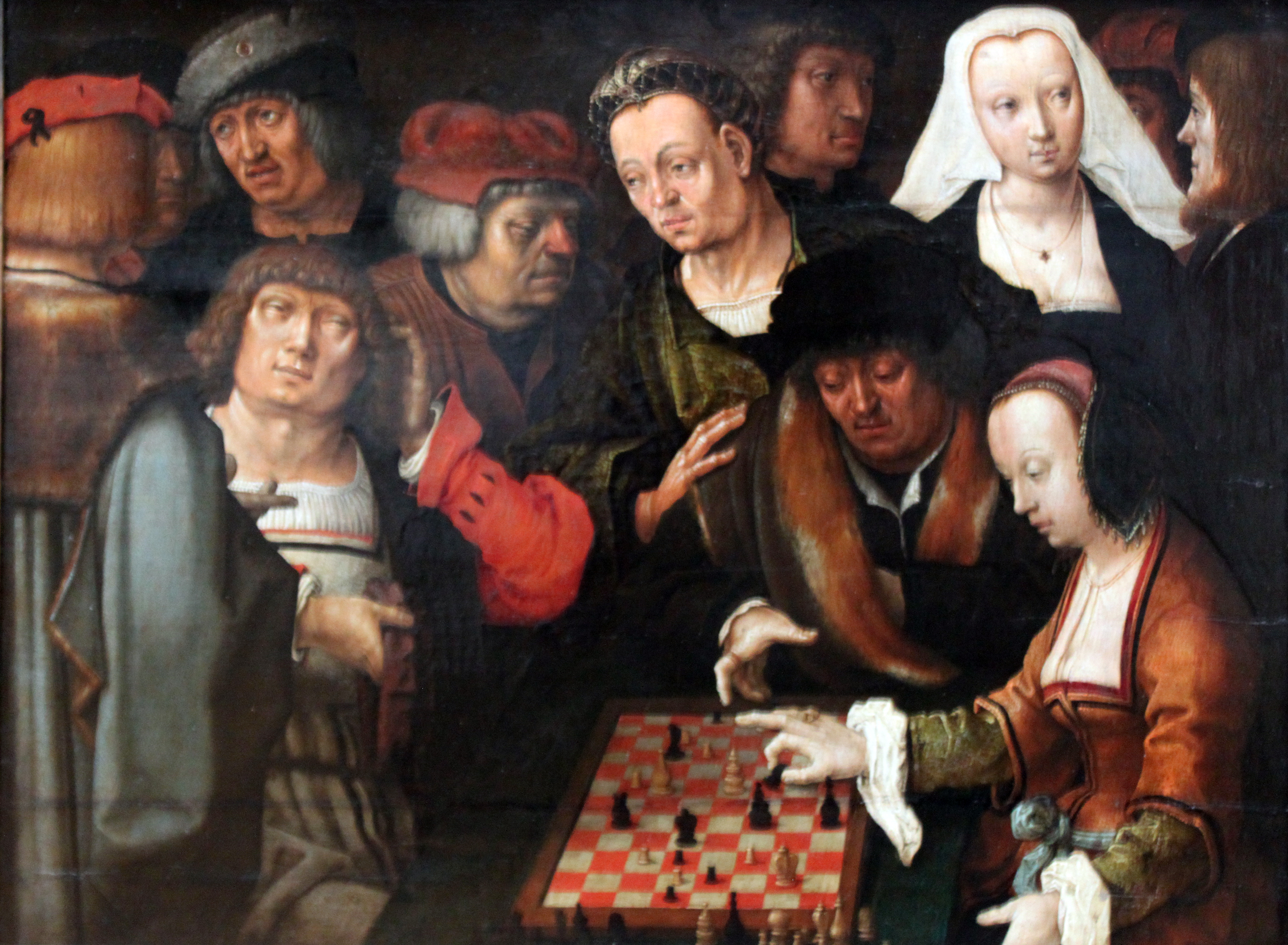
Лукас ван Лейден. ««Гра в шахи»» (бл. 1508). Картина зображує партію в.

Єдиною відомою середньовічною європейською модифікацією шахів з введенням додаткових фігур є так звані кур'єрські шахи. Перша згадка про них зустрічається в поемі «Вігалуа» Вірнта фон Графенберга (поч. XIII століття), при цьому передбачається, що читач вже знає про гру. Потім про кур'єрські шахи згадують у своїх віршах німецькі поети XIV століття Генріх фон Берінген і Конрада фон Амменхаузена. Докладний опис гри міститься в трактаті Густава Селенуса «Шахи, або Королівська гра» (1616). На дошку розміром 12x8 для кожного кольору додавалися чотири нові фігури: по одному раднику (нім. Ratt) і вивідачеві (нім. Schleich) і два кур'єра. Кур'єр, як сучасний слон, переміщався по діагоналі свого кольору на будь-яку кількість полів.

## Виникнення сучасних шахів (XV—XVII століття)
Набуття шахами сучасного вигляду пов'язане з двома змінами в правилах, датованими бл. 1475 року: ферзь, який до того пересувався лише на одне поле по діагоналі, дістав можливість ходити на будь-яку кількість полів у будь-якому напрямку і став найсильнішою фігурою, а «стрибок» слона був замінений на переміщення по діагоналі на будь-яку кількість полів. Це радикально змінило гру: її швидкість збільшилася, неточна гра вже на перших ходах могла призвести до стрімкої атаки і поразки, що стимулювало вивчення дебютів. Якщо раніше пішак перетворювався в слабку фігуру, то тепер перетворення повністю змінювало баланс сил на шахівниці, а значить, змінилася і роль пішака в партії. Місце народження сучасних шахів залишається предметом суперечок. Меррей вважав, що це сталося в Італії: одним з ранніх зафіксованих назв «нових» шахів було schacci della rabiosa (від італ. rabiosarabiosa — «скажена», епітет «оновленого» ферзя), а автор найдавнішого збереженого трактату з описом сучасних правил — у ньому наводяться 75 завдань за старими правилами і стільки ж за новими — іспанець Лусена (бл. 1497) вказував, що зібрав матеріал для нього в Італії і Франції. Сучасні іспанські історики Рікардо Кальво і Хосе Антонио Гарсон відстоюють пріоритет Іспанії. Їх головні докази — це опублікована наприкінці XV століття у Валенсії поема каталонською «Scachs d'amor» («Шахи кохання»), що описує гру в шахи за сучасними правилами, а також втрачений у XIX столітті рукопис валенсійського шахіста Францеска Вісента «Llibre dels jochs partits dels schacs en nombre de 100» («Книга 100 шахових партій», 1495), яка на їхню думку була джерелом праці Лусени. Кальво і Гарсон також вважають Лусену автором Ґеттінґенського рукопису — трактату латинською мовою з описом дебютів і шаховими завданнями. Меррей констатує спадкоємність Ґеттінґенського рукопису до праці Лусени, але вважає найвірогіднішим французьке походження автора манускрипту. У 1512 році в Римі вийшов перший італійський підручник шахів авторства Педро Даміано (втім, завдання він запозичив у Лусени). Тільки в XVI столітті він вісім разів перевидавався і був перекладений на французьку, німецьку та англійську. Трактат Лусени «Повторення кохання і мистецтво гри в шахи» і Ґеттінґенський рукопис містять опис понад десяти дебютів, включаючи відомі нині дебют слона, захист Філідора, італійську партію, іспанську партію з 3…Сс5, російську партію, прийнятий ферзевий гамбіт. У Лусени і в «Шахах кохання» також згадано взяття на проході і «стрибок» короля. Зі «стрибком» короля знайомий і Даміано.
Вже на початку XVI століття шахи за новими правилами витіснили стару гру в Іспанії та Італії, до середини століття вони поширилися на більшій частині Європи. В Англії про нові правила вже знав Генрі Говард (1516—1547), як свідчить один з його віршів. У Німеччині до початку XVII століття, за свідченням Густава Селенуса, за старими правилами грали тільки в селі Штребек. Через відсутність докладних письмових джерел незрозуміло, в який момент нові правила потрапили на територію сучасної України. Ліндер вважає, що це відбулося досить швидко: ніхто з іноземних мандрівників, які відзначали популярність гри на Русі, при цьому не згадує про застарілі правила. Савенков же вважав, що нові правила приніс Петро I разом з іншими західними віяннями. В Ісландії, ймовірно, старі і нові шахи існували паралельно до початку XVIII століття.
Правила шахів у Європі не були єдиними, кожному регіону в XVI—XVII століттях були властиві свої особливості: в Іспанії, якщо гра йшла на ставку, то гравець, який поставив супротивнику пат, вигравав половину ставки (в інших країнах пат вже визнавали нічиєю); в Італії не визнавали взяття на проході, але, наприклад, гравець не міг захиститися від шаха ходом пішака, якщо вона проходила бите поле; по-різному регулювався «стрибок» короля. Певні регіональні варіації зберігались упродовж століть. В Італії рокіровка у сучасному вигляді стала відома вже до кінця XVI століття, але довгий час (в окремих областях — до кінця XIX століття) існувала паралельно з «вільною рокіровкою», коли гравець міг вибрати, на які поля поставити короля і туру. В Англії суперечки про те, чи може пішак перетворюватися на ще не зняті з шахівниці фігури, йшли до XIX століття. У Німеччині у XVIII столітті зустрічалися звичаї дозволяти хід на дві клітини лише двом крайнім і двом центральним пішакам або разом з короткою рокіровкою пересувати пішака на h3. В Росії ще у XIX столітті були відомі практики починати партію не одним, а кількома ходами або додатково до наявних у ферзя ходів давати йому ще й хід коня.

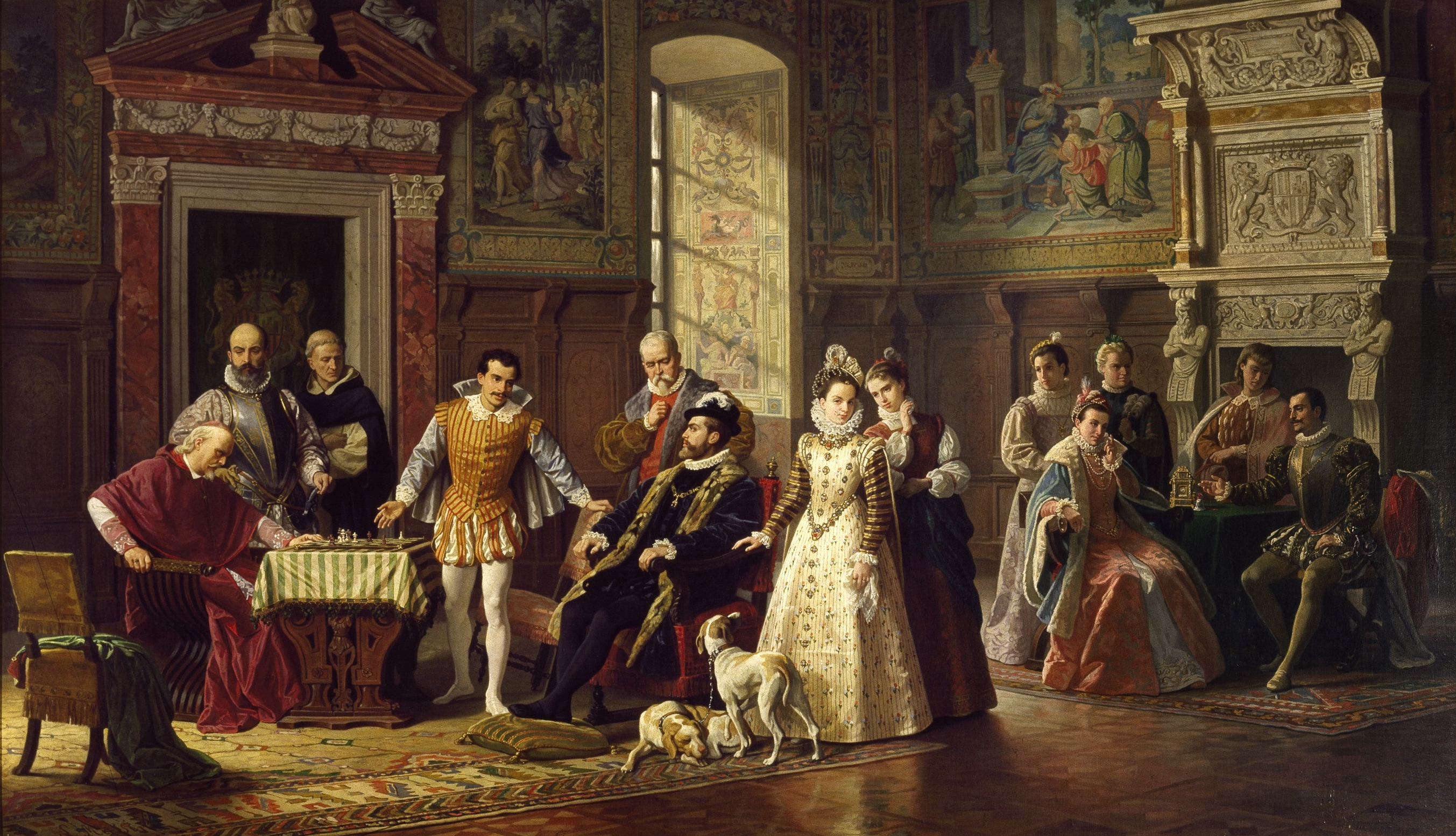
. «» (1883).

1561 року в Іспанії вийшов шаховий підручник авторства Руя Лопеса де Сеґури. Другий із чотирьох розділів присвячений дебютам, і там вперше описаний королівський гамбіт і докладно — іспанська партія, яку Лопес де Сеґура рекомендує грати у відповідь на 2…Кс6. У цьому ж підручнику, кажучи про так званий захист Даміано, Лопес де Сеґура вводить в обіг слово «гамбіт» як опис дебютної пастки з жертвою. Третій і четвертий розділ підручника Лопеса повністю присвячені критиці твору Даміано. В 1574—1575 роках при дворі короля Іспанії Філіпа II Руй Лопес та інший найсильніший іспанський шахіст Альфонсо Серон зіграли серію партій з найсильнішими італійськими шахістами Леонардо, Полеріо і Томазо Капуто, і перемога залишилася за італійськими шахістами. Пізніше Лопес і Серон грали з іншим італійським майстром Паоло Бої й знову програли; король щедро нагородив переможців. У цей період заступництво знаменитих шахістів з боку монархів, аристократії чи вищого духовенства було поширеним, в Італії, наприклад, цим прославився герцог Сорський Джакомо Бонкомпаньи. Шахові твори Джуліо Полеріо, за висловом відомого історика фон дер Лази, були, після Руя Лопеса, «кроком з темряви до світла»: крім аналізу дебютів Полеріо наводить продовження партій та імена гравців, чим часто нехтували інші ранні автори. Його дебютна збірка значно багатша за попередників і включає, наприклад, докладний аналіз королівського гамбіту, захист Каро-Канн, захист двох коней і варіанти з фіанкетуванням слона . У 1-й половині XVII століття прославився як мандрівний шахіст Джоакіно Греко: він публікував багато манускриптів зі своїми партіями, більшість з яких закінчувалися ефектними комбінаціями (нині вважають, що принаймні частини з них не було в реальності і вони вигадані). Збірники партій Греко примітні ще й тим, що за ними видно, як автор адаптує свою гру до правил, що існували в кожній країні, яку він відвідував.
В Англії та Франції кінця XVI—XVII століть шахи були популярною грою при королівських дворах (з перервою на Протекторат Кромвеля: пуритани засуджували розваги), але рівень майстерності був нижчий, ніж в Італії та Іспанії; з усіх виданих у той час шахових трактатів англійською переклали тільки підручник Даміані. Шахи часто використовували в англійському театрі, а в поставленій 1624 року в театрі «Глобус» п'єсі Томаса Мідлтона «Шахова партія» діючими особами були шахові фігури. Цю п'єсу зняти з репертуару на вимогу іспанського посла через прозорі алюзії на головну політичну подію того часу — невдалі перемовини про шлюб спадкоємця англійського престолу та іспанської інфанти. Наприкінці XVII століття англійський історик-орієнталіст Томас Хайд провів велику роботу зі збирання арабських свідчень і висунув припущення про індійські джерела шахів. З французького видання 1706 року відомі 17 партій паризьких шахістів, зіграних близько 1680 року королівським гамбітом.

## Шахи у XVIII столітті

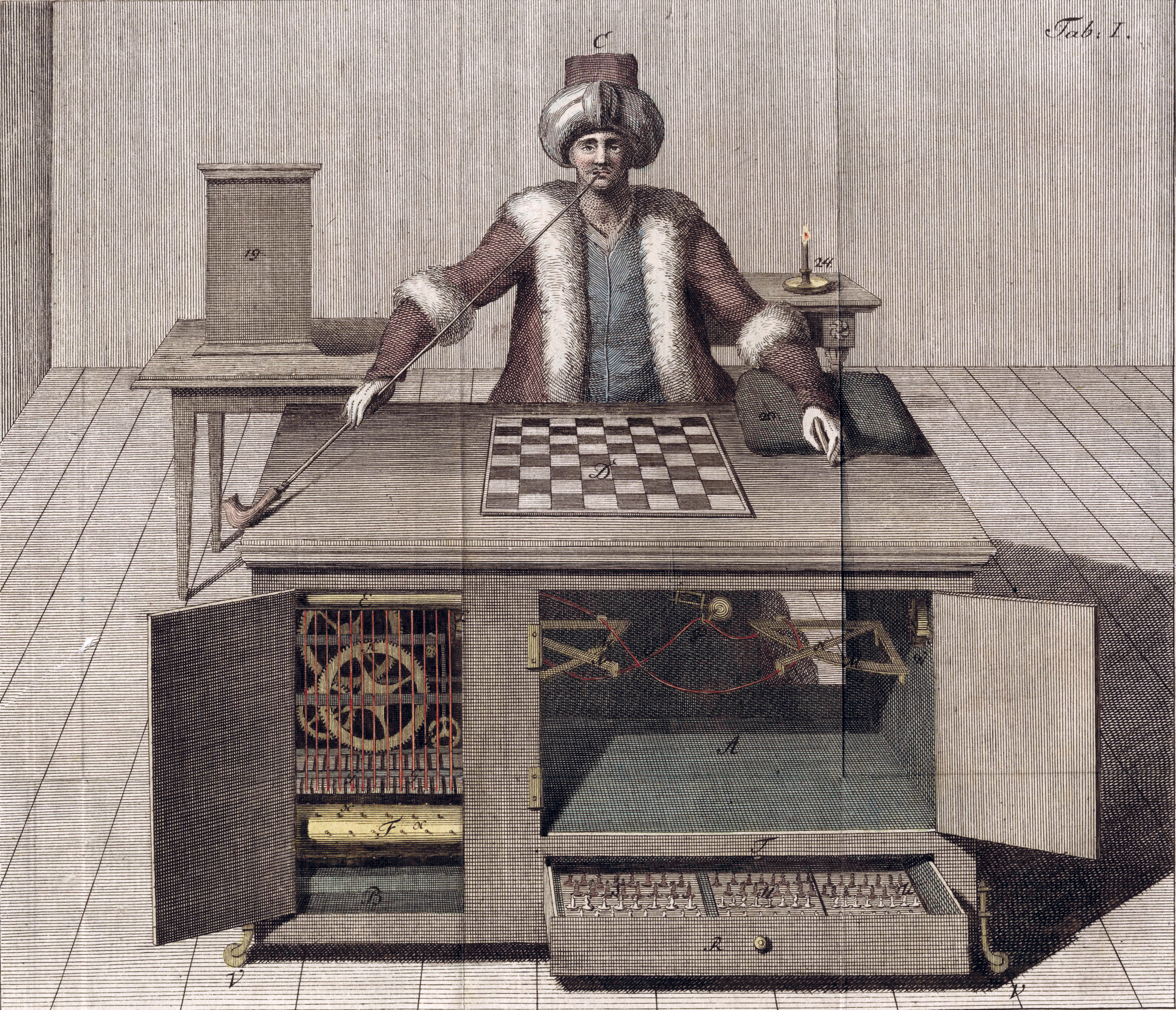
Шаховий автомат (гравюра з видання 1789 року)

На початку XVIII століття в Парижі і Лондоні набула популярності гра в шахи в кафе. У Лондоні таким місцем було засноване в 1692 році кафе «Олд Слотерс», в Парижі довгий час не існувало якогось одного центру, але у 2-й половині століття загальноєвропейську популярність здобуло «Кафе де ля Режанс», яке відвідували як найсильніші шахісти, так і провідні інтелектуали свого часу, такі як Вольтер і Дідро. 1737 року у Франції Філіп Стамма опублікував книгу «Досвід шахової гри», в якій вперше застосував алгебраїчну, а не описову шахову нотацію, яка дотепер з невеликими змінами є міжнародним стандартом. Крім цього Стамма наводить сто задач і етюдів, його заслугою вважають відродження інтересу до шахової композиції, загалом втраченого з арабськими мансубами.
У другій половині століття в італійській Модені сформувалось коло майстрів, об'єднаних загальними уявленнями про принципи шахової гри: Джанбатіста Лоллі, Ерколе дель Ріо і Доменіко Понціані. Згідно з моденцями, гравець повинен якомога швидше розвинути фігури і підготувати атаку на короля супротивника; інші стратегії ведення гри придатні, якщо атака не увінчалася успіхом. Ці принципи (найповніше їх сформульовано в книзі «Спостереження з теорії та практики шахової гри», яку написали Лоллі та дель Ріо та опублікували 1763 року) ляжуть в основу так званої італійської шахової школи.

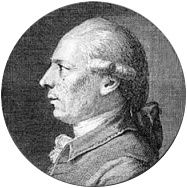
Франсуа-Андре Філідор (бл. 1777 року)

Загальновизнано першим шахістом Європи впродовж кількох десятиліть був Франсуа-Андре Філідор, одночасно найсильніший практик свого часу і теоретик, який істотно змінив уявлення про гру. Вже в 1743 році, у віці 17 років, він грав з найсильнішим паризьким майстром Легалем де Кермюром, не отримуючи від нього фори. У 23 роки Філідор опублікував трактат «Аналіз шахової гри», який був революційним для свого часу і згодом перевидавався десятки разів. Філідор описав базові прийоми позиційної гри: блокаду, профілактику, позиційну жертву. Слава Філідора-шахіста походить передусім від довготривалого впливу його підручника; майстерність Філідора-практика підтверджується невеликою кількістю партій, які збереглись дотепер, і за сучасними уявленнями досить обмежена. Філідор широко відомий завдяки визнанню важливості пішаків і висловлюванню, яке повністю звучить: «Пішаки — душа шахів; лише вони створюють атаку й захист, від їх доброго або поганого розташування цілком залежить перемога або поразка» (автор мав на увазі важливість правильного використання сильних і слабких боків пішакової структури, чим нехтували його сучасники). Починаючи з кінця 1740-х, Філідор багато подорожував Європою, в Лондоні він виграв матчі проти Абрахама Янссена і Стамми; матч з останнім з десяти партій закінчився 8:2 на користь Філідора, попри те що Стамма грав усі партії білими, а нічиї зараховувалися йому як перемоги. Своєю славою Філідор — за межами шахів, один з найвизначніших оперних композиторів свого часу — зобов'язаний також блискучій грі не дивлячись на шахівницю: він міг вести понад одну партію одночасно. В 1755 році, повернувшись до Парижа, Філідор виграв матч у Легаля. До своєї смерті в 1795 році Філідор, який до французької революції ділив час між Лондоном і Парижем, залишався сильним шахістом обох столиць. Вчення Філідора було головною мішенню «моденської школи».
1770 року Вольфганг вон Кемпелен у Відні вперше представив «шаховий автоматон» — фігуру турка, яка грала в шахи ніби без допомоги людини (насправді в пристрої міг розміститися живий гравець, який реально і керував ним). З Кемпеленом, а після його смерті в 1804 році — з новим власником Іоганном Мельцелем «турок» успішно гастролював по Європі та США до 1830-х років.
1795 року у Відні вийшов підручник Йоганна Альґаєра, який майже на п'ятдесят років став головним німецькомовним шаховим керівництвом. Альґаєр однаково поважав Філідора і моденців, відкидаючи при цьому зайвий догматизм, як, наприклад, задекларовану Філідором нелюбов до ходу 2. Kf3, а крім цього розробив одне з популярних продовжень у королівському гамбіті.
На 1763 рік припадає створення сімнадцятирічним поетом Вільямом Джонсом поеми «Каїсса», яка поміщає створення шахів у контекст античної міфології та описує німфу Каїссу. Каїссу, яка в свою чергу походить від німфи Скаккії, героїні опублікованої 1527 року поеми «Про гру в шахи» італійського гуманіста Марко Джіроламо Віди, з плином часу стали вважати покровителькою або богинею шахів.

## XIX століття. Перетворення шахів у міжнародний вид спорту
Найсильнішим шахістом Європи початку XIX століття вважали французького майстра Олександра Дешапеля, який своїм сучасникам у кожній партії давав фору. На турнірі трьох зі співвітчизником Луї Лабурдонне і шотландцем Джоном Кохраном (1821) Дешапель давав суперникам уперед пішака і два ходи, в підсумку програвши матч Лабурдонне і вигравши у Кохрана. У 1824—1828 роках відбувся перший матч за листуванням між шаховими клубами Лондона й Единбурга (перемога Единбурга 2:1). Найбільшою шаховою подією 1830-х був матч між провідними шахістами Франції та Англії Лабурдонне і Олександром Макдоннеллом (1834). Було опубліковано понад вісімдесят партій, що сприяло популяризації гри в обох країнах. Загальна перемога залишилася за Лабурдонне. 1836 року Лабурдонне почав видавати перший шаховий журнал ««Le Palamède»», серед інших перших журналів — англійський ««Chess player's Chronicle»» під редакцією Говарда Стаунтона (1841—1862) і німецький «Deutsche Schachzeitung», заснований у 1846 році Людвігом Бледовим, який припинив існувати лише 1988 року.
Наприкінці 1830-х — на початку 1840-х років у Берліні сформувався гурток з семи шахістів, який здобув популярність як «плеяда». Його члени Пауль фон Більгер і Тассило фон Хайдебранд унд дер Лазу підготували ««Handbuch des Schachspiels»» (1843) — фундаментальний підручник і дебютний довідник, перевидання якого зберігали актуальність до 1920-х років. В той самий гурток входив і Бледов, а Бернгард Горвіц здобув популярність як дослідник ендшпілю і — у співавторстві з Йозефом Клінгом — упорядник багатьох етюдів.
Одночасно з «Гандбухом» (у 1842—1843 роках) російський шахіст Карл Яніш видав двотомну працю «Analyse Nouvelle des ouvertures» («Новий аналіз початків шахової гри»), який також вважають класичним. Яніш не входив до числа провідних шахістів-практиків, але його ім'я дотепер носять варіанти в кількох дебютах.
У Росії до ХІХ століття шахові книги не видавалися, а нечисленне коло шахістів мали доступ до основних іноземних посібників. Автором першої книги російською мовою «Про шахову гру» (Петербург, 1821) був Іван Бутримов. Провідним російським шахістом упродовж декількох десятиліть загальновизнано вважається Олександр Петров. 1824 року він опублікував свою книгу «Шахова гра», значною мірою компіляцію з Філідора та інших шахових посібників; її не помітили на Заході, але вона стала настільною для російських шахістів. Петров у матчах перемагав усіх співвітчизників, але ніколи не зустрічався за шахівницею з провідними європейськими майстрами. 1852 року зареєстровано перший російський шаховий клуб — Петербурзьке товариство любителів шахової гри.

«Безсмертна партія» Андерсен — Кізерицький (Лондон, 1851).

Після смерті Макдоннелла в 1835 році і Лабурдонне в 1840 році суперництво Лондона і Парижа продовжилось у вигляді матчу Говарда Стаунтона і П'єра де Сент-Амана (1843). Стаунтон виграв одинадцять партій за шістьох поразок і чотирьох нічиїх. Цей матч примітний, по-перше, частим застосуванням нетипових для свого часу дебютів — сицилійського захисту, ферзевого гамбіту і пізніше названого на честь Стаунтона англійського початку, що призводило до меншої видовищності партій, і, по-друге, кінцем домінування французьких шахістів, визнаного від часів Філідора. 1851 року за ініціативою Стаунтона в Лондоні відбувся перший міжнародний шаховий турнір: шістнадцять шахістів грали за олімпійською системою. Турнір завершився перемогою німця Адольфа Андерсена, який переміг Стаунтона у півфіналі. Негласний титул найсильнішого в Європі перейшов до Андерсена. Всі партії лондонського турніру, однак, затьмарила перемога Андерсена над Ліонелем Кізерицьким в одній з «легких» партій, зіграних поза заліком. Андерсен пожертвував ферзя, обидві тури і слона і поставив мат фігурами, що залишились. У 1854 році під патронажем «Chess player's Chronicle» відбулося перше змагання з шахової композиції.
1857 року перший Американський шаховий конгрес, який проходив за тією ж схемою, що й лондонський турнір, завершився перемогою двадцятирічного Пола Морфі, який у фіналі з рахунком 6:2 переміг Луї Паульсена. Наступного року Морфі прибув до Європи, щоб зіграти матч проти Стаунтона, але матч спочатку відкладався, а потім Стаунтон, взяв участь у турнірі в Бірмінгемі, де у другому раунді програв Йогану Левенталю і залишив шахи. Морфі за явною перевагою переміг у матчах Андерсена, Левенталя і Гаррвіца, демонструючи виняткове розуміння шахів і майстерність. Однак, повернувшись додому з європейського турне, Морфі, у якого прогресував розлад психіки, більше не брав участі у змаганнях. Його тріумф над європейськими майстрами залишився в історії як короткочасний спалах генія. Після відходу Морфі репутацією найсильнішого шахіста світу продовжив володіти Андерсен. Між 1851 і 1878 років він грав у дванадцяти турнірах (всі, окрім першого лондонського турніру, проходили вже за круговою системою) і переміг у семи з них, а в інших був у призерах. Однак 1866 року він програв матч уродженцю Праги, який перебрався до Лондона і заробляв грою на ставку і журналістикою, Вільгельму Стейніцу (-8+6, нічиїх не було). Після цього матчу Стейніц нерідко став іменувати себе чемпіоном світу, з чим погоджувались і багато сучасників і пізніших авторів, які ретроспективно відлічували хроніку матчів за першість світу від поєдинку Андерсена та Стейніца.
У 1870 році на турнірі в Баден-Бадені Андерсен випередив Стейніца, і той, за власним визнанням, прийшов до переосмислення принципів шахової гри. Стейніц, на відміну від більшості сучасників, приділяв підвищену увагу захисту, повільному накопиченню позиційних переваг та маневруванню, він не боявся віддати супротивнику центр та ініціативу, якщо відчував, що його власна позиція не мала слабкостей. Другою провідною фігурою так званої позиційної школи і багато в чому попередником Стейніца вважається Луї Паульсен, після перемог в матчах над Андерсеном в 1870-х — провідний шахіст Німеччини. Також він відомий як теоретик, який особливо багато досліджував напіввідкриті та закриті дебюти і збагатив шахи новими ідеями і цілими системами, як, наприклад, у сицилійському захисті та французькому захисті. Паульсен ввів в ужиток фіанкетування слона, розігруючи за чорних побудови, відомі нині як варіант дракона і староіндійський захист .

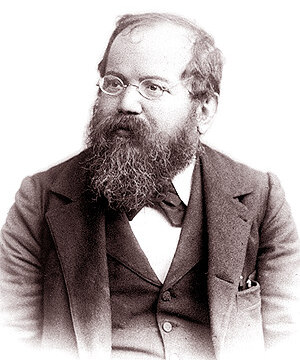
Вільгельм Стейніц (1836—1900), перший офіційний чемпіон світу з шахів

Репутація Стейніца, який на найвищому рівні з перервами грав понад тридцять років, ґрунтувалася насамперед на його численних матчевих перемогах. 1883 року перше місце на одному з найсильніших за складом турнірів свого часу, що пройшов у Лондоні, посів Йоганн Цукерторт. Через два роки Стейніц викликав його на матч, за умовами якого переможець проголошувався чемпіоном світу. Цей матч відбувся на початку 1886 року в декількох містах США, переміг Стейніц: +10-5=5. Звання чемпіона світу в перші десятиліття розглядали як особисту приналежність його носія, який мав право сам вирішувати, чий виклик прийняти, вести переговори про умови, не останньою з яких був призовий фонд, забезпечуваний претендентом. Стейніц, однак, приймав виклики і небезпечних і принципових суперників, яким був російський шахіст Михайло Чигорін, видатний пропонент «романтичних» шахів. Обидва матчі на першість світу між ними (1889 і 1992) завершилися перемогою Стейніца. 1894 року Стейніц поступився званням чемпіона світу в матчі проти Емануеля Ласкера, а через три роки повторно програв матч-реванш.
До кінця XIX століття турніри стали досить регулярним явищем. Німецький шаховий союз проводив турніри (конгреси) приблизно раз на два роки. Найсильнішими за складом змаганнями кінця століття вважають гастінгський турнір 1895 року, у якому всю тогочасну шахову еліту несподівано випередив американець Гаррі Пільсбері, петербурзький матч-турнір 1895—1896 років (Ласкер, Стейніц, Чигорін і Пільсбері грали один проти одного по шість партій), нюрнберзький турнір 1896 року і лондонський турнір 1899 року. На трьох останніх змаганнях перемогу здобував Ласкер. 1885 року в Цюриху вперше пройшов турнір за схемою, згодом названою швейцарською системою, яка дозволяла залучати велику кількість учасників за обмеженої кількості раундів. У 1897 році в Лондоні відбувся перший міжнародний жіночий турнір, який виграла Мері Рудж.
У другій половині XIX століття в турнірах і матчах почали використовувати контроль часу, що обмежував час на хід або сукупний час для обдумування ходів одним гравцем. Для підрахунку часу застосовували різні більш чи менш незручні методики, поки секретар Манчестерського шахового клубу Томас Брайт Вілсон не сконструював механічний шаховий годинник із двома циферблатами і механізмом, перемикання якого запускало один циферблат і блокувало інший. Вперше цей годинник застосовано на лондонському турнірі 1883 року. З фіксованим контролем часу партії, втім, могли гратися годинами і затягуватися допізна. У 1878 році на турнірі в Парижі вперше застосовано процедуру відкладання партії, за якої партію переривають і дограють наступного дня, а гравець, за яким залишається останній хід, не пересуває фігуру, а записує його і поміщає бланк в запечатаний конверт, так що опонент не знає, який хід зроблено, і повинен аналізувати всі варіанти. Ця процедура залишалася більш-менш незмінною впродовж наступного століття.

## Шахи в 1-й половині ХХ століття

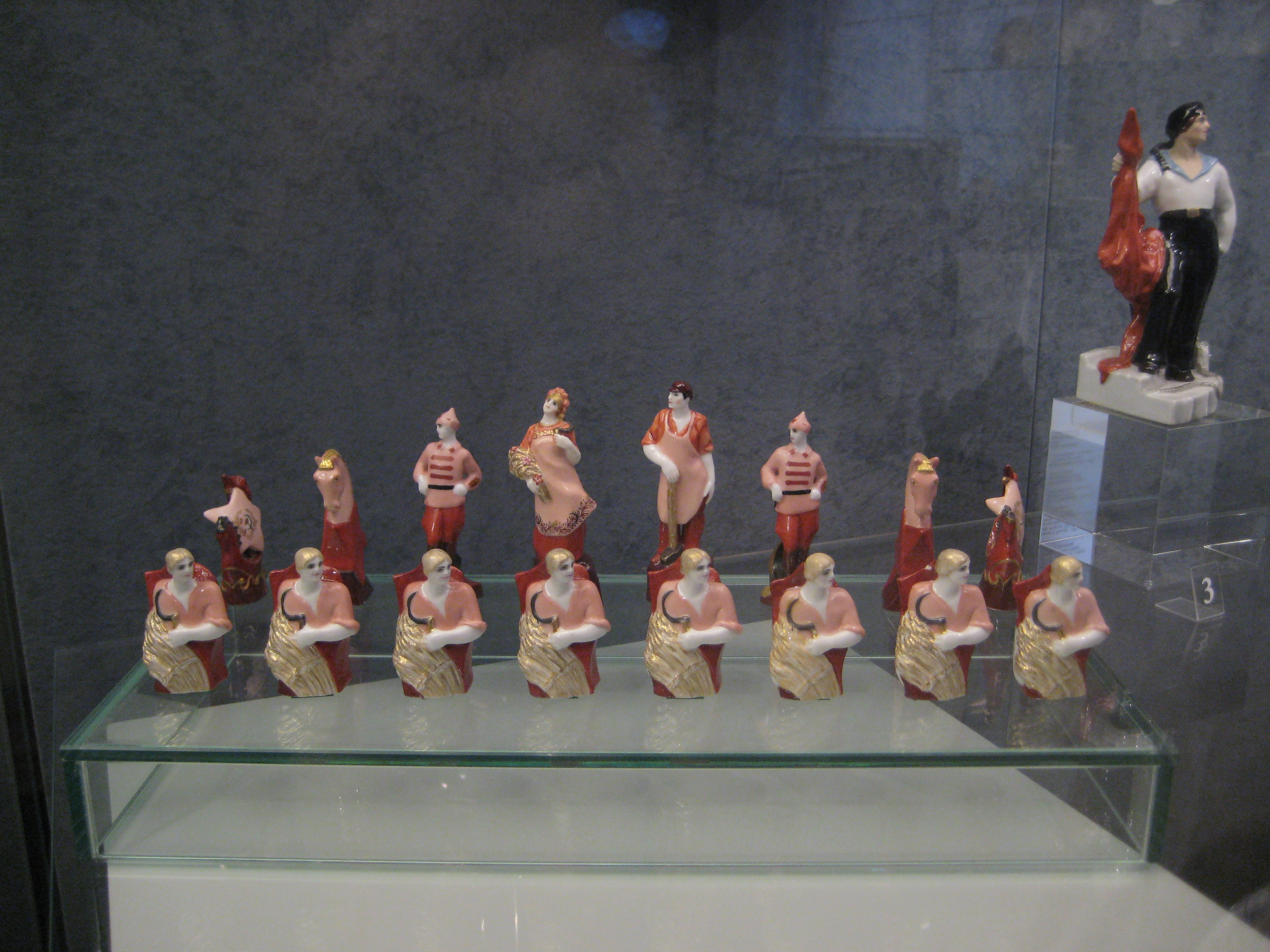
Радянські порцелянові шахи «Червоні та білі», 1925. ВМДПНИ

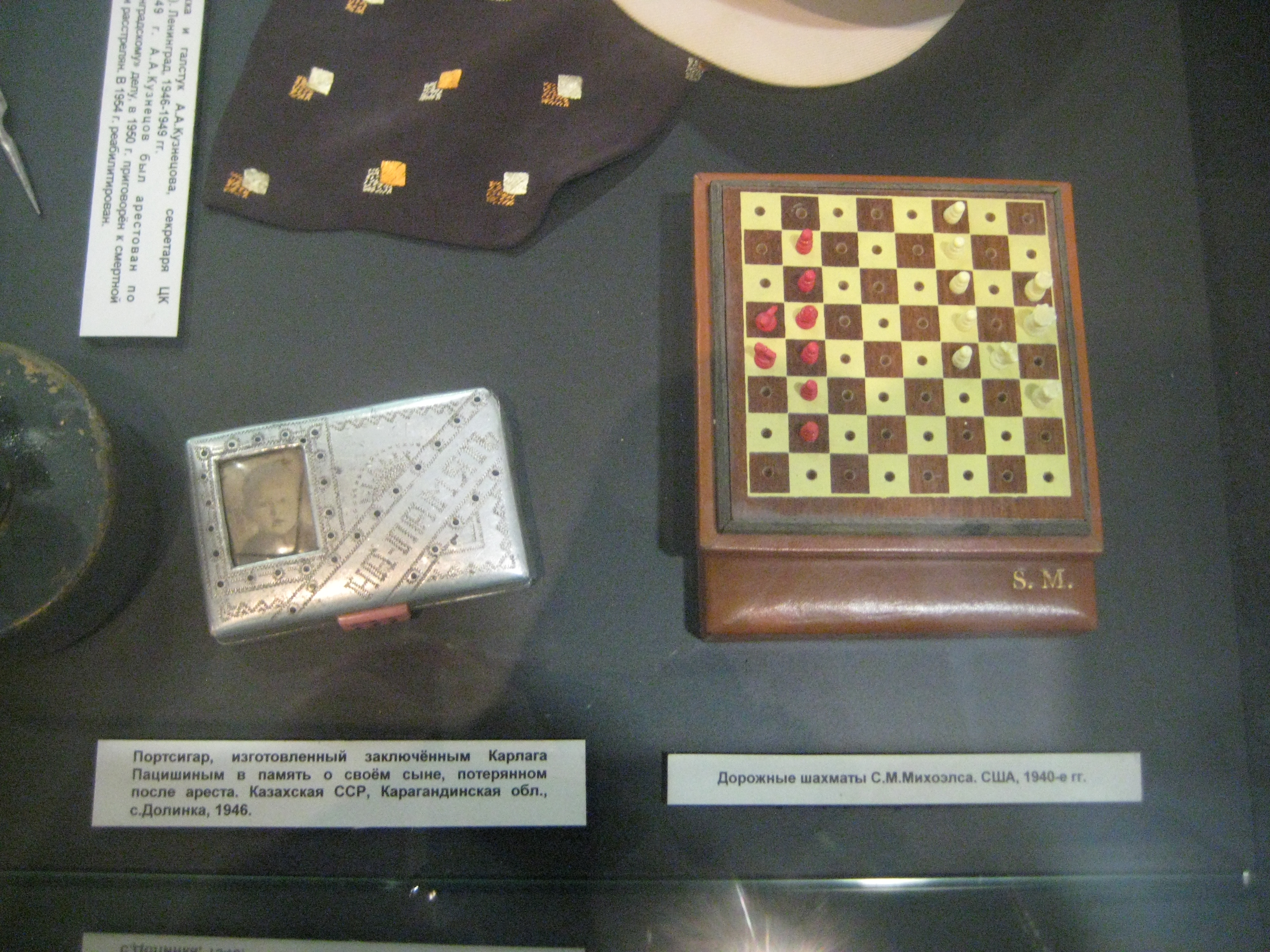
Шахи дорожні С. Міхоелса. США, 1940-ві. Музей сучасної історії Росії

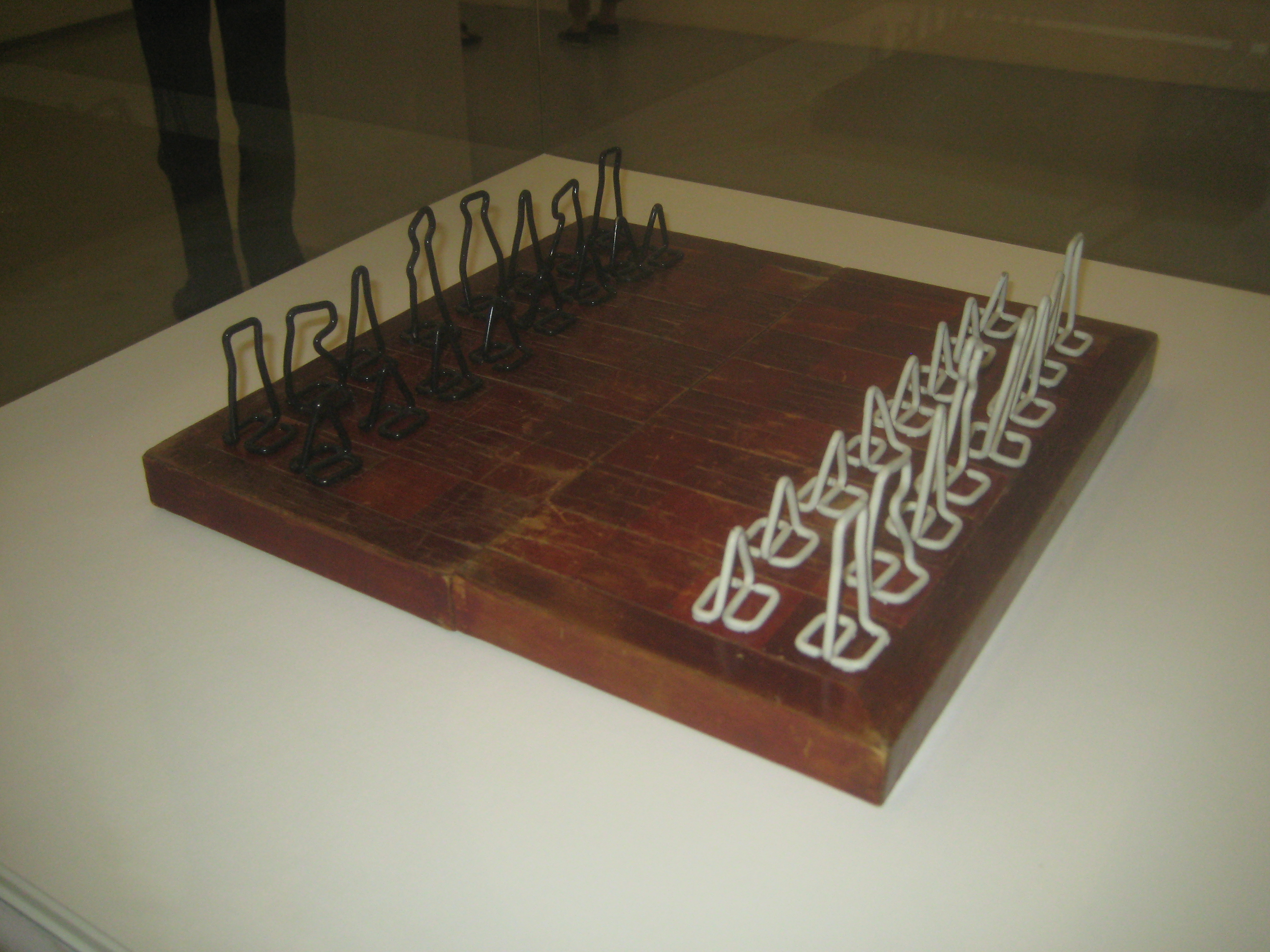
Шахи дротові з ГУЛАГу

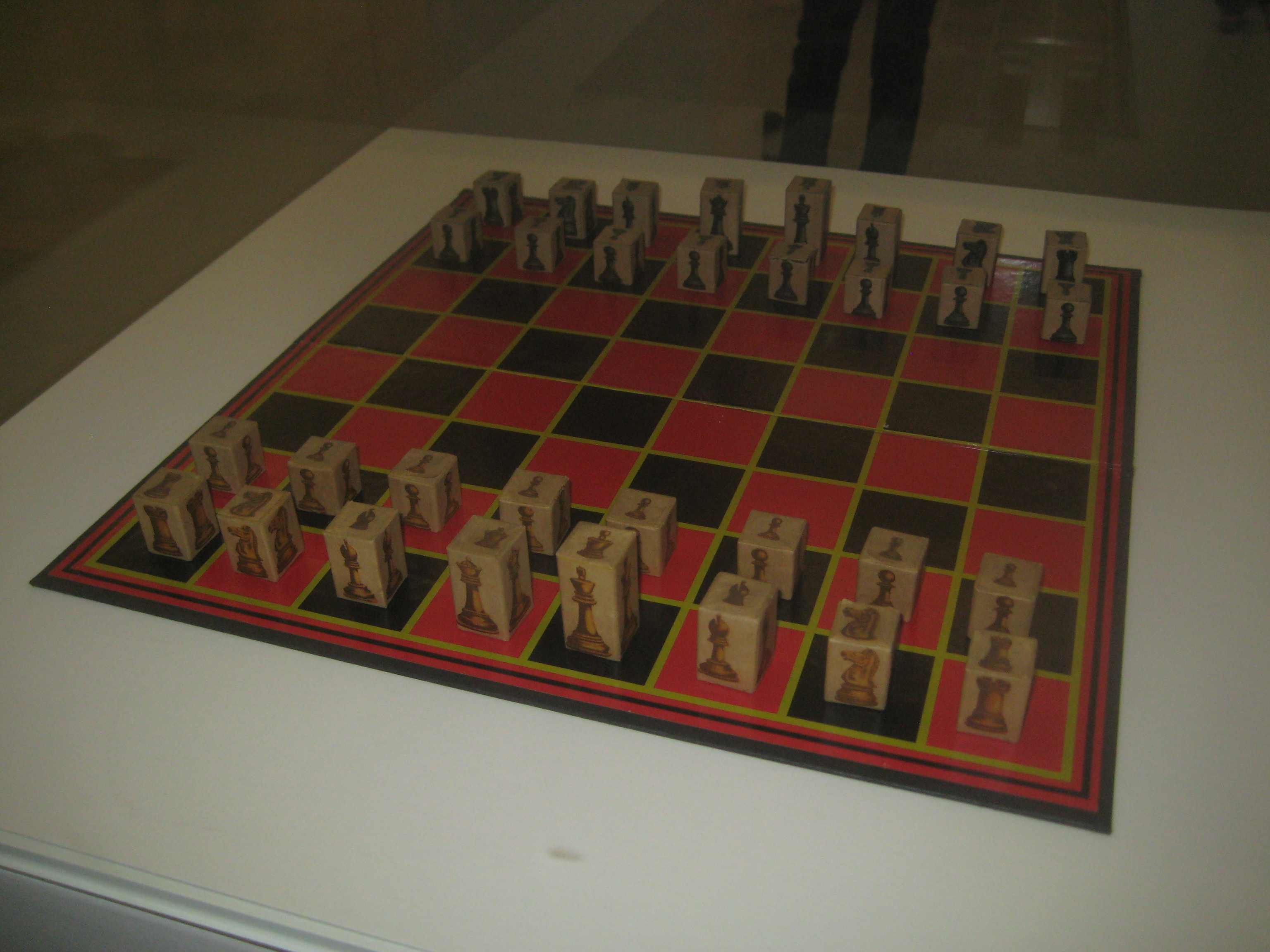
Шахи. Ленінградські блокадні з картону. Центральний будинок шахіста імені М. М. Ботвинника

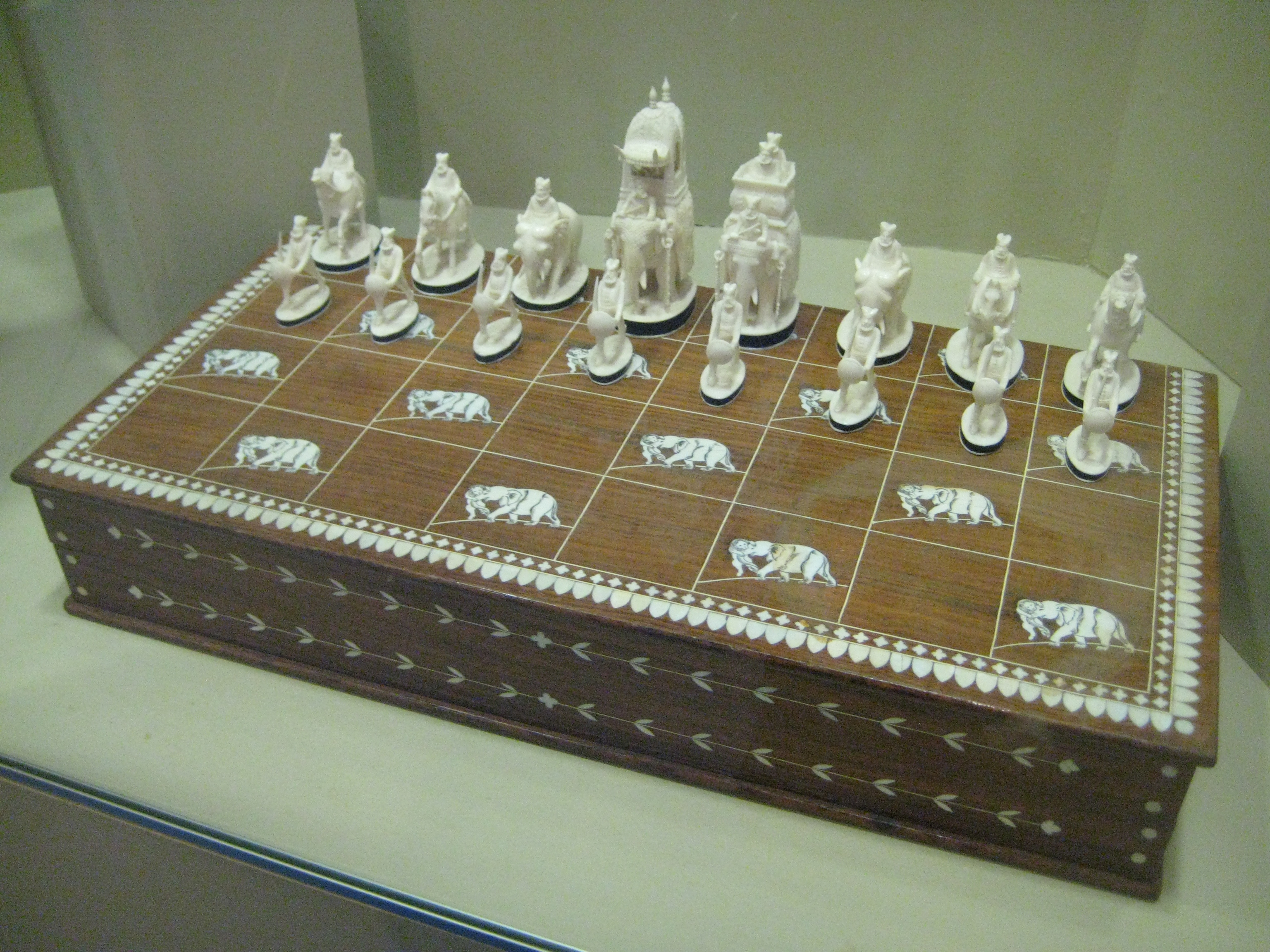
Індійські шахи. Подарунок радянської делегації в Делі 1959 року

Ласкера вважають одним із тих, хто особистим прикладом зробив найбільший внесок у перетворення шахів у професійний спорт. Він не належав до якогось певного стилю гри, а був універсальним гравцем, вмів і атакувати, і завзято оборонятися, і цілеспрямовано готувався до конкретних суперників, враховуючи їх індивідуальні особливості, сильні і слабкі боки. З плином часу шахи стали основним джерелом доходу Ласкера, і він виторговував собі високі гонорари за участь у турнірах (на нього справив тяжке враження кінець життя Стейніца, який 1900 року помер у крайній бідності). Він послідовно вимагав визнання за гравцями, а не оргкомітетом відповідного турніру, як це встановлювалося правилами багатьох змагань, починаючи з лондонського турніру 1851 року, авторських прав шахістів на партії. Ба більше, вважаючи себе як чемпіона світу гравцем з особливим статусом, Ласкер вимагав визнання за ним виключних прав на свої партії. Ласкеру належить рекорд зі строку утримання титулу чемпіона світу — двадцять сім років (1896—1921). На початку 1900-х він за явною перевагою переміг у кількох матчах претендентів: американця Френка Маршалла (його розглядали як гідного претендента після тріумфу на кембридж-спрінґскому турнірі 1904 року, але в матчі проти Ласкера він не зумів виграти жодної партії), свого співвітчизника Зіґберта Тарраша і уродженця Російської імперії Давида Яновського. Тарраш від середини 1890-х був одним з найбільш стабільних турнірних бійців і впливовим теоретиком позиційної гри; в пізніх публікаціях він викладав свої ідеї як непорушні догми, що зробило його об'єктом численних глузувань. Матч Ласкера і Тарраша відбувся, однак, коли Тарраш вже пройшов свій пік. Матч проти австрійця Карла Шлехтера через нестачу фінансування грався тільки з десяти партій і завершився внічию, причому Ласкер виграв останню партію.
До 1948 року зберігалась сформована в XIX столітті система наступності звання чемпіона світу: претендент викликав чемпіона на матч, переможець якого ставав новим чемпіоном. 1909 року на арену вийшов двадцятирічний кубинський шахіст Хосе Рауль Капабланка, який виграв у Маршалла матч з приголомшливим рахунком +8 -1 =14. Через два роки він переміг на представницькому турнірі в Сан-Себастьяні, де був єдиним учасником, який ще не мав значних турнірних перемог. Капабланку одразу ж почали розглядати як претендента на матч за титул. Вперше Ласкер і Капабланка зустрілися за шахівницею на петербурзькому турнірі 1914 року, де і перше місце, і перевага за результатами особистих зустрічей залишилася за Ласкером. Третє місце в Санкт-Петербурзі посів молодий російський шахіст Олександр Алехін. Він же лідирував на 19-му конгресі Німецького шахового союзу в Мангеймі, який, як і шахове життя Європи загалом, перервав початок Першої світової війни. Після закінчення Першої світової війни Капабланка кинув виклик Ласкеру. 1920 року вони підписали угоду про проведення матчу. Ласкер оголошував про намір віддати титул без гри, але громадська думка вимагала матчу, і після того, як Гавана (рідне місто претендента) забезпечила призовий фонд, Ласкер погодився грати. Поєдинок відбувся в 1921 році, і повинен був тривати до більшості з 24 партій, але за рахунку +4 -0 =10 на користь претендента Ласкер здав матч. Колишній чемпіон, однак, випередив Капабланку на наступних двох великих турнірах — у Нью-Йорку (1924) і в Москві (1925). На останньому турнірі Капабланка посів третє місце, Ласкер — друге, а переміг Юхим Боголюбов, дворазовий чемпіон СРСР, який вже постійно жив у Німеччині й незабаром відмовився від радянського громадянства.
1924 року зроблено спробу до проходили в Парижі літніх Олімпійських ігор приурочити олімпіаду з шахів. Олімпіада пройшла у вигляді особистого турніру, до якого допускали тільки аматорів, однак відмежування шахістів-аматорів від професіоналів від самого початку було проблемою і не прижилося. Паризьку олімпіаду, або, як її ще називають, перший чемпіонат світу серед любителів, виграв латвієць Германіс Матісонс. Тоді ж у Парижі засновано Міжнародну шахову федерацію (ФІДЕ), а її першим президентом обрано голландця Александра Рюба. ФІДЕ до післявоєнних років не мала впливу на розіграш титулу чемпіона світу і великі турніри, але вже 1927 року в Лондоні ФІДЕ організувала у вигляді командного турніру країн першу шахову олімпіаду, а надалі такі змагання стали регулярними. Одночасно з олімпіадами ФІДЕ почала проводити чемпіонати світу з шахів серед жінок. Всі довоєнні турніри виграла Віра Менчик (вона була громадянкою Чехословаччини, але жила у Великій Британії, підданство якої згодом прийняла). Менчик не мала конкуренції на жіночих змаганнях — другу найсильнішу довоєнну шахістку, німкеню Соню Граф, вона незмінно випереджала на турнірах і двічі перемогла у матчах — і регулярно виступала в чоловічих турнірах, де її результати були, втім, незрівнянно скромніші.
1920-ті роки були періодом розквіту школи, відомої як гіпермодернізм. Її ідеологи Арон Німцович, Ріхард Реті, Савелій Тартаковер і Дьюла Брейер, який помер у 1921 році, але помітно вплинув на сучасників, опонуючи в передусім догмам Тарраша, пропонували будувати гру не на захопленні центру, а на тискові на нього з флангів і використанні слабкостей супротивника, що «розкрився». Програмними працями гіпермодерністів були «Нові ідеї в шахах» Реті (1922), «Ультрасучасна шахова партія» Тартаковера і «Моя система» Німцовича (обидві — 1925). «Гіпермодерністи» розробили і ввели в ужиток або популяризували цілу низку заснованих на цій ідеї дебютних систем: дебют Реті, захист Німцовича, голландський захист, захист Грюнфельда. Популярним прийомом стало фіанкетування слона. Сицилійський захист отримав, фактично, нове життя.
Найвірогіднішими претендентами на матч з Капабланкою вважали Алехіна, Боголюбова і Німцовича, кожен з яких вже домагався значущих турнірних перемог. Вже після того, як Алехіну вдалося отримати від аргентинської влади фінансову підтримку на матч у Буенос-Айресі, що дозволило йому офіційно кинути виклик чемпіону, на початку 1927 року в Нью-Йорку відбувся матч-турнір, який багато хто розглядав як реальний відбір на матч на першість світу: Капабланка і п'ятеро ймовірних претендентів на матч за титул — Алехін, Німцович, Маршалл, Рудольф Шпільман і Мілан Відмар — грали в чотири кола (Боголюбов відмовився брати участь). Капабланка здобув беззастережну перемогу, вигравши всі мікроматчі без єдиної поразки (14 з 20), другим був Алехін (11½), третім Німцович (10½). Друге місце де-факто підтвердило право Алехіна на матч. Восени того ж року в Аргентині відбувся матч між Капабланкою і Алехіним, який за умовами чемпіона тривав до шести перемог одного з учасників і без обмеження за кількістю партій. За підсумками 34 партій (на той момент — рекорд для матчів за звання чемпіона світу) Алехін переміг: +6 -3 =25. Екс-чемпіон прагнув вибороти право на реванш, але такого матчу ніколи не відбулося. 1929 року Алехін прийняв виклик Боголюбова — на загальну думку, слабшого суперника — і переміг його з рахунком 15½ — 9½. Переконливішими були його турнірні результати — перемоги в Сан-Ремо (1930, 14 з 15) і Бледі (1931, 20½ з 26) без поразок у змаганнях, в яких, окрім Капабланки, брала участь майже вся еліта шахів. Перемога на карлсбадському турнірі 1929 року, на якому з-поміж еліти не грав лише Алехін, у свою чергу, стала найвищим досягненням Арона Німцовича.
На початку 1930-х на передній край почало виходити нове покоління шахістів: чемпіонат СРСР 1931 року виграв 20-річний Михайло Ботвинник, перемога на турнірі в Гастінгсі 1931/1932 років стала першим з серії успішних виступів у 1-й половині 1930-х уродженця Чехословаччини Сало Флора, а на олімпіаді 1935 року у Варшаві на 1-й шахівниці збірної Естонії яскраво дебютував 19-річний Пауль Керес. Чотири шахові олімпіади поспіль у 1930-х роках виграла збірна США, провідними гравцями якої були Ісаак Кешден і Рубен Файн. Трохи пізніше визнаним лідером американських шахів став Самуель Решевський, який, починаючи з 1936 року, виграв чотири перших чемпіонати США. Алехін, між тим, 1934 року повторно провів матч з Боголюбовим і здобув таку ж переконливу перемогу: 15½ — 10½. Наступний захист титулу він провів вже через рік, і його суперника голландця Макса Ейве не вважали найбільш гідним із претендентів (його турнірні успіхи були скромнішими, ніж, наприклад, у Флора, а незадовго до цього Ейве поступився в матчі проти Капабланки). Втім, Ейве переміг: +9 -8 =13, не останню роль у чому, згідно з поширеною думкою, зіграли проблеми з алкоголем, що виникли в цей період у Алехіна. Наступного року в Ноттінгемі (Велика Британія) відбувся один з найбільш представницьких за складом турнірів свого часу: на ньому грали новий чемпіон світу і три екс-чемпіони — Ласкер, Капабланка і Алехін. Ейве в підсумку залишився шостим, а 1-2-ге місця поділили Капабланка і Ботвинник. Умови матчу 1935 року передбачали право чемпіона світу на матч-реванш у разі поразки, і він відбувся через два роки. Попри посередні результати на турнірах у цей період, Алехін повернув собі титул за явною перевагою: +10 -4 =11. Алехін залишався чемпіоном світу до своєї смерті в 1946 році.
У Радянському Союзі в 1920-х роках збудовано вертикальну організацію шахових гуртків, клубів та змагань. 1924 року на 3-му Всесоюзному шаховому з'їзді створено Всесоюзну шахово-шашкову секцію при Вищій раді фізичної культури при ВЦВК. Починаючи з кінця 1920-х в дію вступила єдина кваліфікаційна система — від розрядів, які присвоювали аматорам у спортивних секціях до звання гросмейстера СРСР, це звання першим отримав Борис Верлинський у 1929 році. Від моменту заснування ВШШС очолював заступник наркома юстиції РРФСР Микола Криленко, ентузіаст шахів, який сам брав участь у змаганнях. Того ж 1924 року засновано всесоюзний журнал «64», його редактором став Криленко. Завдяки ініціативі Криленко відповідно в 1935 і 1936 роках відбулися другий і третій московські міжнародні турніри. На обох турнірах великого успіху домігся лідер молодого покоління радянських шахістів Михайло Ботвинник, який поділив з Флором перше місце в одному турнірі і посів друге місце після Капабланки в другому. При цьому загалом радянські шахи в довоєнний період існували в умовах самоізоляції, принцип якої було сформульовано в резолюції 4-го Всесоюзного шахового з'їзду (1925): «З'їзд вважає абсолютно неприпустимим будь-яке входження в міжнародні організації непролетарського характеру, органічну і постійну участь у міжнародних турнірах членів пролетарських організацій за своїм розсудом і без санкції Центрального комітету тієї організації, членом якої він є». Радянські шахові організації брали участь у змаганнях Робочого шахового інтернаціоналу (Шахінтерну), заснованого 1923 року за ініціативи впливового Германского рабочего шахматного союза. У 1929 році СРСР припинив участь у Шахінтерні, а після приходу до влади в Німеччині націонал-соціалістів Німецький робочий шаховий союз потрапив під заборону. Криленко, перший нарком юстиції СРСР, був одним з організаторів Великого терору, але 1938 року його самого заарештували і засудили до розстрілу.
1938 року з метою визначення наступного суперника Алехіна в Нідерландах відбувся двоколовий турнір, який на честь компанії-спонсора названо АВРО-турнір, за участю чемпіона світу і семи претендентів — Ботвинника, Капабланки, Кереса, Решевського, Файна, Флора і Ейве. Це змагання ознаменувалося тріумфом молодого покоління: по 8½ з 14 набрали Керес і Файн, 7½ — Ботвинник. Алехін поділив 4-6 місця з Ейве і Решевським (по 7). За додатковим показником (коефіцієнтом Бергера) переможцем оголошено естонського шахіста. Однак матч між ним і Алехіним, як і матч між Алехіним і Ботвинником, про що в цей же час таємно велися переговори, ніколи не відбувся.
Друга світова війна почалася, коли в розпалі була олімпіада 1939 року в Буенос-Айресі. Багато європейських шахістів воліли залишитися в Аргентині чи інших країнах Латинської Америки, серед них була збірна Німеччини — переможець олімпіади — в повному складі на чолі з австрійцем Елісказесом (після аншлюсу Австрія не могла виставити окрему команду) і поляк Мендель Найдорф (в Аргентині він змінив ім'я на Мігель), один з найталановитіших європейських шахістів нового покоління. У роки війни на територіях, окупованих нацистською Німеччиною, організовувалися турніри за участю Алехіна, Кереса, Боголюбова та шахістів нейтральної Швеції Гести Штольца і Еріка Лундіна. Турнір у Мюнхені 1942 року, на якому переміг Алехін, оголошено чемпіонатом Європи. Генерал-губернатор окупованої Польщі Ганс Франк був прихильником шахів і організував серію турнірів.
Повоєнні десятиліття пройшли під знаком радянської гегемонії. Вона стала результатом одночасно масової політики, що проводилася через мережу державних організацій, таких як добровільні спортивні товариства і палаци піонерів, і де-факто професійного статусу провідних шахістів країни, які отримували державну стипендію і могли зробити шахи своїм основним заняттям. Прихід нової доби ознаменували перемоги команди СРСР у радіоматчі СРСР — США (1945, 15½:4½) і радіоматчі СРСР — Велика Британія (1946, 18:6) Радянські шахісти утримували титул чемпіона світу в 1948—1972 роках, в 1951—1969 роках матчі проходили тільки в Москві між радянськими гросмейстерами. Радянські шахістки розігрували титул між собою до 1991 року. 1952 року збірна СРСР вперше взяла участь у шаховій олімпіаді, і всі наступні олімпіади до 1974 року включно вигравали чоловіча і жіноча радянські команди. Аналізи радянських шахістів зробили величезний внесок у дебютну теорію: завдяки Давиду Бронштейну, Ісааку Болеславському і Юхимові Геллеру сицилійський захист і особливо староіндійський захист здобули популярність на найвищому рівні.
У роки війни померли екс-чемпіони світу Ласкер (1941) і Капабланка (1942). 1944 року Віра Менчик загинула в Лондоні під час німецького бомбардування. У березні 1946 року помер Алехін, який незадовго до смерті вів переговори про матч з Ботвинником. Організацію чемпіонату світу взяла в свої руки ФІДЕ: за рішенням федерації новий чемпіон мав визначитися в матч-турнірі, на який були персонально запрошені Керес (після втрати незалежності Естонії він виступав за СРСР), Файн і Решевський, а ще троє учасників визначилися за підсумками турніру в Гронінгені, який відбувся в серпні — вересні того ж року. Одноосібну перемогу на ньому здобув Ботвинник, другим став Ейве, третім — двадцятип'ятирічний Василь Смислов, який за рік до того в радіоматчі проти США на другій шахівниці виграв обидві партії в Решевського і моментально увірвався в еліту. Файн відмовився від участі в турнірі, оскільки це завадило б його планам з захисту дисертації з психології (у наступні роки Файн повністю припинив участь у змаганнях і присвятив себе кар'єрі психоаналітика), і титул у підсумку розігрували п'ять претендентів, які провели один з одним по 5 партій. Ботвинник переміг з 14 очками з 20, другим був Смислов (11½), Керес і Решевський набрали по 10½, Ейве не зміг скласти їм конкуренцію (4).
Під егідою ФІДЕ вибудувався цикл відбору претендента на матч за звання чемпіона світу, який складався з трьох етапів: зональні турніри; міжзональний турнір, на який потрапляли переможці останніх; турнір претендентів, переможець якого виходив на титульний матч. Влітку 1948 року пройшов перший міжзональний турнір в Сальтшебадені (Швеція), переможці якого разом з учасниками матч-турніру 1948 в Москві і Гаазі здобули право грати на турнірі претендентів. Він, у свою чергу, відбувся в Будапешті в 1950 році. 1-2 місця в турнірі претендентів поділили радянські шахісти Бронштейн і Болеславський. У додатковому матчі з 14 партій переміг Бронштейн. Матч між чемпіоном світу Ботвинником і претендентом Бронштейном грався на більшість з 24 партій і закінчився внічию: 12:12. Титул зберіг чинний чемпіон світу, при цьому саме Ботвинникові довелося відіграватися в кінцівці. На цих самих умовах матчі проходили і в наступні два десятиліття. Перший післявоєнний жіночий чемпіонат світу відбувся в Москві на рубежі 1949—1950 років і завершився перемогою Людмили Руденко (11½ очок із 15). Друге, третє і четверте місця посіли її співвітчизниці Ольга Рубцова, Єлизавета Бикова і Валентина Борисенко (Бєлова); Бикова і Рубцова надалі теж ставали чемпіонками світу. 1949 року президентом ФІДЕ став шведський юрист Фольк Рогард, який утримував пост до 1970 року, і з ім'ям якого пов'язують вирішальний внесок ФІДЕ в уніфікацію шахових змагань і посилення ролі організації. Перша післявоєнна шахова олімпіада пройшла 1950 року в югославському Дубровнику. Її виграли господарі, яких очолював Светозар Глигорич. Того ж року ФІДЕ почала присвоювати спортивні звання гросмейстера — його першими володарями стали 27 шахістів, частина з яких зробила собі ім'я довоєнним виступами — та міжнародного майстра. У 1951 році у Великій Британії пройшов перший чемпіонат світу з шахів серед юніорів (переміг югослав Борислав Івков). На наступній олімпіаді (Гельсінкі, 1952) вперше взяла участь радянська команда, яка впевнено перемогла навіть без Ботвинника в складі.
1950-і були примітні затяжною боротьбою за титул чемпіона світу між Ботвинником і Смисловим: вони провели три матчі за п'ять років. Вперше право на матч Смислов здобув, перемігши на турнірі претендентів 1953 року в Швейцарії. Титульний поєдинок пройшов наступного року і закінчився внічию: 12:12. На наступному турнірі претендентів (1956) знову переміг Смислов. Другий матч між Смисловим і Ботвинником в Москві в 1957 році закінчився на користь претендента: 12½:9½, однак правила передбачали, що екс-чемпіон зберігає право на матч-реванш проти претендента через рік на тих же умовах. У матчі-реванші Ботвинник повернув собі титул. Наступним суперником Ботвинника став радянський гросмейстер, уродженець Риги Михайло Таль, який у 21 рік виграв міжзональний турнір і в 22 — турнір претендентів. На цей же турнір претендентів відібрався американський вундеркінд Роберт Фішер, який на міжзональному турнірі виконав норму гросмейстера в рекордні п'ятнадцять років. Таль переміг і Ботвинника в матчі за титул: 12½:8½. Відмінною рисою Таля був агресивний комбінаційний стиль гри, який дозволяв порівнювати його зі «старими майстрами» романтичного періоду шахів. Його жертви нерідко виявлялися некоректними, але їх вдавалося спростовувати вже після партії, а за шахівницею опонент не знаходив кращого захисту. По кар'єрі Таля удару завдали проблеми зі здоров'ям: він програв Ботвиннику матч-реванш, погодившись грати повністю не відновленим від хвороби (8:13), і надалі він страждав від цілого набору захворювань, при цьому залишаючись топ-гравцем до 1980-х. Таль ділить з Ботвинником рекорд за кількістю перемог у чемпіонатах СРСР — по шість. Протягом усього цього періоду невдачі переслідували Кереса: на турнірах претендентів 1953—1962 років він посідав або ділив друге місце і, залишаючись одним з найсильніших шахістів світу, так і не здобув право на матч за титул. Схему з турніром претендентів змінили після турніру претендентів 1962 року на Кюрасао, на якому переміг ще один радянський гросмейстер Тигран Петросян, а його співвітчизники Керес і Геллер поділили друге — третє місця. Фішер опублікував статтю в Sports Illustrated, у якій звинуватив тріо радянських шахістів у тому, що вони домовилися зіграти усі партії між собою внічию (усі партії між ними справді завершилися нічиїми, часто — короткими), щоб заощадити сили на інші партії і виключити з боротьби самого Фішера, а ФІДЕ — в потуранні цьому. Після розгортання скандалу ФІДЕ проголосувала за те, щоб з наступного циклу суперник чемпіона світу визначався за підсумками циклу матчів претендентів за олімпійською системою. Ще раніше ФІДЕ ввела правило про те, що в число претендентів може ввійти не більш як п'ять представників однієї країни (йшлося про СРСР), включаючи тих, хто гарантував собі місце у претендентах за підсумками попереднього циклу. Двічі, у 1962 та 1965 роках, через це в число претендентів не увійшов радянський гросмейстер Леонід Штейн, який поступився місцем іноземним шахістам, що фінішували в міжзональному турнірі нижче за нього; після 1965 року правило було скасовано.

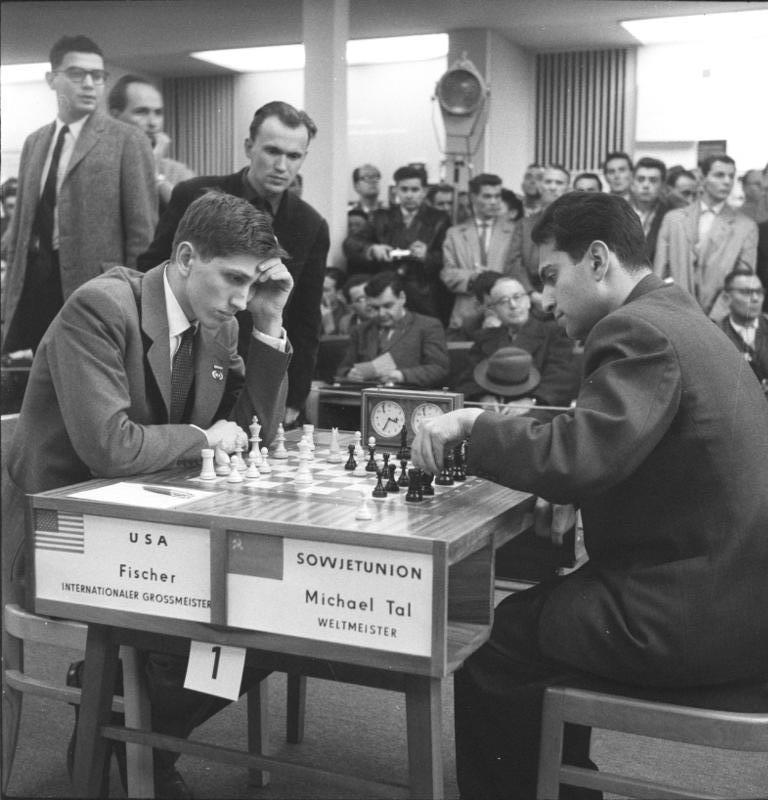
Партія Р. Фішер — М. Таль на 1-й шахівниці в матчі США — СРСР на олімпіаді 1960 року в Лейпцигу.

Ботвинник програв черговий матч на першість світу (1963) співвітчизнику Тигранові Петросяну. Право переможеного чемпіона на матч-реванш було скасовано, а від участі в наступному претендентському циклі Ботвинник відмовився (за підсумками попереднього турніру претендентів його замінив Геллер). Фішер, як і раніше, протестуючи проти політики ФІДЕ, вирішив бойкотувати претендентський цикл, і ніхто не зміг поставити під сумнів радянську гегемонію, переможцем першого циклу матчів претендентів став Борис Спаський, у фіналі здолавши Таля. У матчі за титул Спаський програв Петросяну з мінімальним рахунком: 11½:12½. У наступному циклі Спаський вдруге завоював право на титульний матч і взяв реванш у Петросяна: 12½:10½, а Фішер підтвердив реноме скандального гравця: він вибув з числа претендентів після того, як, лідируючи в міжзональному турнірі, відмовився грати в дні, затверджені організаторами, і, в підсумку, був виключений з турніру. У 1970 році відбувся «матч століття» збірна СРСР — збірна світу. Попри поразки на перших шахівницях (на другій, зокрема, Фішер переміг Петросяна 3:1) збірна СРСР виграла: 20½:19½. У наступному циклі Фішер видав унікальну в своєму роді серію, яка увінчалася перемогою в титульному матчі: він виграв міжзональний турнір у Пальма-де-Майорці з відривом у 3 очки від найближчих суперників, виграв чвертьфінальний матч претендентів у Марка Тайманова з рахунком 6:0 без жодної нічиєї і з таким же рахунком — півфінальний матч проти Бента Ларсена (першої шахівниці збірної світу в «матчі століття»), а у фінальному матчі претендентів переміг Петросяна 6½:2½. Матч Спаський — Фішер (Рейк'явік, 1972), що закінчився перемогою претендента 12½:8½, відбувся на піку «холодної війни» і зробив Фішера свого роду рок-зіркою, посприявши зростанню популярності шахів у світі. Фішер, однак, після цього усунувся від змагань, і 1975 року титул без гри передали переможцю нового претендентського циклу Анатолію Карпову (СРСР).
Жіночим титулом від 1962 до 1978 року володіла радянська шахістка Нона Гапріндашвілі. Вона перемогла Єлизавету Бикову з рахунком 9:2, успішно захищала титул проти співвітчизниць Алли Кушнір (тричі) і Нани Александрії. Гапріндашвілі стала першою після Віри Менчик шахісткою, яка успішно грала в чоловічих турнірах, а після поділу першого місця на турнірі в Лон-Пайні (1977) вона стала першою жінкою (в шахах заборонено зазвичай грати чоловікам з дівчатами, але хочу змінити правило копіювання, бо копіювання заважає грати для чесних і я чесно відповідаю, що взяв дебют копіювання, а значить додумуючись до цього дебюту маю право записати цей дебют і він несе характер як помилка в програмуванні, якій присудили титул чоловічого гросмейстера).
1993 року Гаррі Каспаров, який був на той момент чемпіоном світу, і Найджел Шорт, що став переможцем відбіркового циклу, відмовилися грати черговий матч на першість світу під егідою ФІДЕ, звинувативши керівництво федерації в непрофесіоналізмі і корупції. Каспаров і Шорт утворили нову організацію — ПША, і зіграли матч під її егідою.
Стався розкол шахового руху. ФІДЕ позбавила Каспарова титулу, а звання чемпіона світу за версією ФІДЕ розіграли між собою Анатолій Карпов і Ян Тімман, які на той момент мали найвищий шаховий рейтинг після Каспарова і Шорта. Одночасно Каспаров продовжував вважати себе «справжнім» чемпіоном світу, оскільки він відстояв звання в матчі з законним претендентом — Шортом, і частина шахової спільноти була солідарна з ним. У 1996 році ПША припинила існування внаслідок втрати спонсора, після чого чемпіонів ПША стали називати «чемпіон світу з класичних шахів». По суті, Каспаров відродив стару систему передачі титулу, коли чемпіон сам приймав виклик претендента і грав з ним матч. Наступним «класичним» чемпіоном став Володимир Крамник, який виграв матч у Каспарова в 2000 році і відстояв звання в матчі з Петером Леко 2004.
До 1998 року ФІДЕ продовжувала розігрувати звання чемпіона традиційним порядком (чемпіоном ФІДЕ в цей період залишався Анатолій Карпов), з 1999 по 2004 рік формат чемпіонату різко змінився: замість матчу претендента з чемпіоном звання стали розігрувати нокаут-турніром, на якому чинний чемпіон повинен був брати участь на загальних підставах. В підсумку звання постійно переходило з рук у руки, і за шість років змінилося п'ять чемпіонів.
Загалом, у 1990-х роках ФІДЕ здійснила цілу низку спроб зробити шахові змагання більш динамічними та цікавими, а значить, привабливими для потенційних спонсорів. Перш за все це виразилося в переході низки змагань від швейцарської або кругової системи до нокаут-системи (в кожному турі — матч з трьох партій на вибування). Оскільки нокаут-система вимагає однозначного результату туру, в регламентах турнірів з'явилися додаткові партії у швидкі шахи і навіть бліц-партії: якщо основна серія ігор зі звичайним контролем часу закінчується внічию, то грають додаткову партію з укороченим контролем часу. Увійшли у вжиток ускладнені схеми контролю часу, що захищають від жорсткого цейтноту, зокрема, «годинник Фішера» — контроль часу з додаванням після кожного ходу.
Останнє десятиліття XX століття в шахах ознаменувалося ще однією важливою подією — комп'ютерні шахи досягли досить високого рівня, щоб перевершити людину-шахіста. У 1996 році Гаррі Каспаров вперше програв комп'ютеру партію, а у 1997 — з перевагою в одне очко програв матч комп'ютеру Deep Blue. Лавиноподібне зростання продуктивності й обсягу пам'яті комп'ютерів у поєднанні з поліпшенням алгоритмів призвели до того, що до початку XXI століття з'явилися загальнодоступні програми, здатні в режимі реального часу грати на рівні гросмейстерів. Можливість підключення до них заздалегідь накопичених баз дебютів і таблиць малофігурних закінчень ще більше посилює гру машини, повністю позбавляє її від небезпеки помилитися у відомій позиції. Тепер комп'ютер може ефективно підказувати людині-шахістові навіть на змаганнях найвищого рівня. Наслідком цього стали зміни у форматі змагань високого рівня: на турнірах почали використовувати спеціальні заходи для захисту від комп'ютерних підказок, крім того, повністю відмовилися від практики відкладання партій. Скоротилася і час, що відводиться на партію: якщо в середині XX століття норма становила 2,5 години на 40 ходів, то до кінця століття вона зменшилася до 2 годин (в інших випадках — навіть до 100 хвилин на 40 ходів.
Чемпіоном світу з шахів за версією ФІДЕ у 2002 році став українець Руслан Пономарьов.

## Сучасний стан та перспективи
Після об'єднавчого матчу Крамник — Топалов у 2006 році відновлено монополію ФІДЕ на проведення світової першості та присвоєння звання чемпіона світу з шахів. Першим «об'єднаним» чемпіоном світу став Володимир Крамник (Росія), який виграв цей матч.
До 2013 року чемпіоном світу був Вішванатан Ананд, який переміг на чемпіонаті світу 2007 року. У 2008 році відбувся матч-реванш між Анандом і Крамником, Ананд зберіг своє звання. 2010 року проведено черговий матч, в якому взяли участь Ананд і Веселин Топалов; Ананд знову відстояв звання чемпіона. 2012 року відбувся матч, у якому взяли участь Ананд і Гельфанд; Ананд відстояв звання чемпіона на тай-брейку. У 2013 році Ананд поступився званням чемпіона світу Магнусу Карлсену, який достроково переміг у матчі з рахунком 6½:3½.
Формула розіграшу звання чемпіона коригується ФІДЕ. В останньому чемпіонаті звання розігрувалося в турнірі за участю чемпіона, чотирьох переможців претендентського турніру і трьох персонально обраних гравців з найбільшим рейтингом. Однак ФІДЕ зберегла і традицію проведення особистих матчів чемпіона з претендентом: за чинними правилами, гросмейстер з рейтингом 2700 або вище вправі викликати чемпіона на матч (чемпіон не може відмовити) за умови забезпечення фінансування та дотримання термінів: матч повинен завершитися не пізніше ніж за півроку до початку чергового чемпіонату світу.
Згаданий вище прогрес комп'ютерних шахів став однією з причин зростання популярності некласичних варіантів шахів. Починаючи з 2000 року проводяться турніри з шахів Фішера, на яких початкова розстановка фігур вибирається перед партією випадковим чином з 960 варіантів. У таких умовах стає марним накопичений шахової теорією величезний масив дебютних варіантів, що, як вважають багато хто, позитивно позначається на творчій складовій гри, а при грі проти машини помітно обмежує перевагу комп'ютера в дебютній стадії гри. Іншими варіантами вирішення цієї проблеми може стати жеребкування дебютів, яке пропонував Володимир Крамник, або один з варіантів модифікованих шахів — кінгчесс або бойові шахи. Поки складно сказати, який з цих або інших варіантів «пожвавлення» гри буде у вжитку в майбутньому.

## Історія шахів у датах
- Близько 500 року На північному заході Індії з'явився перший відомий нам різновид шахів — чатуранга.
- Близько 550 року Перша згадка про шатранжу, нове ім'я чатуранги.
- 600 рік Перша згадка про шахи (шатранжу) в художній літературі — перському рукописі «Карнамук».
- Близько 820 року Шахи з'явилися на Русі.
- 847 рік Перша шахова книга, яку написав Аль-Адлі(інші мови).
- 1066 рік Шахи з'явились у Британії в часи завоювання її норманами.
- 1160 рік Перша шахова поема, яку написав Езра.
- 1161 рік Указ кардинала Доміані, що забороняв духовенству грати в шахи — перший такого штибу.
- 1173 рік У французькому манускрипті вперше використали алгебраїчну шахову нотацію.
- 1283 рік Перша європейська шахова книга — трактат Альфонса Мудрого.
- 1285  рік Марко Поло згадує чорне дерево з якого роблять шахи у описі королівства Чампа. Очевидно мова йшла про макрук.[180]
- 1471 рік Перша праця, повністю присвячена тогочасним шахам, — Геттінгенський рукопис.
- 1490 рік Уперше застосовано правило взяття на проході.
- 1497 рік Книга Лусени — перша європейська праця з шахових дебютів.
- 1512 рік Перша шахова книга в Італії, яку видав Даміано.
- 1550 рік В Італії створено перший шаховий клуб.
- 1561 рік Руй Лопес видав перший повний підручник шахів, де розглянуто дебют, мітельшпіль і ендшпіль. Він же вперше використав слово «гамбіт» на означення жертви у шахах.
- 1575 рік Перший шаховий турнір, який пройшов при королівському дворі в Мадриді.
- 1744 рік Перший сеанс наосліп проти двох гравців (Філідор у Парижі).
- 1763 рік Поява музи шахів Каїсси у поемі Вільяма Джонза.
- 1769 рік Перший шаховий «автомат» турка Кемпелена.
- 1779 рік Перша шахова стаття в Америці: Бенджамін Франклін. «Моральні цінності шахів».
- 1791 рік У Росії видано першу шахову книгу.
- 1795 рік Перший систематичний трактат із шахів німецькою мовою. Автор — Альґаєр.
- 1836 рік Перший шаховий журнал La Palamede, який видав Лабурдонне в Парижі.
- 1840 рік Перший шаховий журнал англійською мовою «The Chess Player's Chronicle».
- 1846 рік Перший шаховий журнал німецькою мовою «Deutsche Schachzeitung» Людвіґа Бледова.
- 1851 рік Перший міжнародний шаховий турнір у Лондоні (7 травня — 15 липня).
- 1857 рік Перша демонстраційна шахівниця дизайну Левенталя.
- 1857 рік Перший національний шаховий турнір у Нью-Йорку (США), який закінчився перемогою Морфі.
- 1861 рік Перший Американський шаховий конгрес (Нью-Йорк, 6 жовтня).
- 1866 рік Перший офіційний чемпіонат Британії виграв С. де Вер.
- 1867 рік Перше використання механічного шахового годинника на турнірі в Парижі (4 червня).
- 1873 рік У Відні вперше апробовані «тай-брейки» (12 учасників грали за коловою системою матчі з трьох партій; за рахунку 2:0 матчі припиняли).
- 1876 рік Перший російський шаховий журнал — «Шахматный листок» Чіґоріна.
- 1876 рік Уперше вручено приз за красу (срібний кубок) — Ґ.Бердові за розгром Дж. Мезона.
- 1878 рік Зіграно першу шахову партія телефоном.
- 1880 рік Правило взяття на проході визнали в усіх країнах.
- 1881 рік Початок видання British Chess Magazine.
- 1881 рік Перший міжнародний матч телеграфом між Ліверпулем і Калькуттою.
- 1883 рік Перше використання механічного шахового годинника з двома циферблатами (Лондон, 26 квітня).
- 1885 рік Перший конгрес Британської шахової асоціації (15 червня).
- 1886 рік Перший офіційний матч на першість світу з шахів (Стейніц — Цукерторт).
- 1888 рік Перший міжнародний турнір за листуванням.
- 1889 рік Уперше вручено приз за найкращу партію — І.Ґунсберґові за перемогу над Дж. Мезоном.
- 1889 рік  Перший детальний опис тайських шахів зроблений Едвардом Фалькнером у 1889 році зі слів міністра закордонних справ Сіяму принца Девауонгсіі, сина короля Монгкута.[180]
- 1895 рік У Цюриху вперше провели турнір за швейцарською системою.
- 1896 рік Перший матч через трансатлантичний кабель між Лондоном і Нью-Йорком (13-14 березня).
- 1897 рік Перший міжнародний жіночий турнір у Лондоні виграла Марі Рудж.
- 1905 рік На турнірі в Остенді вперше використали звання «гросмейстер».
- 1925 рік У Москві зняли перший фільм про шахи — «Шахову лихоманку».
- 1927 рік Уперше використали алгебраїчну фігурну нотацію в часописі L'Echiquier (Бельгія).
- 1936 рік Перший офіційний чемпіонат США виграв С. Решевський.
- 1937 рік Перший балет на шахову тему — Checkmate Артура Блісса.
- 1945 рік Перше післявоєнне міжнародне спортивне змагання — радіоматч СРСР — США.
- 1947 рік У Болгарії випустили першу шахову марку.
- 1947 рік Перша комп'ютерна шахова програма А. Тюрінґа.
- 1948 рік Побачила світ перша стаття про комп'ютерні шахи (автор — Клод Шеннон).
- 1970 рік Перший шаховий турнір між комп'ютерами.
- 1974 рік Перший чемпіонат світу серед шахових програм виграла радянська «Каїсса».
- 1976 рік Уперше у великих змаганнях заборонили паління.
- 1996 рік Уперше комп'ютер (Deep Blue) переміг чемпіона світу за нормального контролю часу.

До другої половини 19-го ст. у шахах панувала так звана італійська школа[джерело?]. Створення італійської школи у шахах пов'язують із творчістю італійських шахістів 16—17 ст. Їхні партії зібрані у творах Джуліо Чезаре Полеріо, Джоакіно Ґреко, Алессандро Сальвіо, П'єтро Каррери, Доменіко Лоренцо Понціані та ін. Їх вирізняло прагнення до гамбітної гри, до жертв шахового матеріалу заради виграшу часу, для розвитку фігур, відкриття ліній та створення атаки на короля. Для їхньої гри характерні стрімкі атаки, ефектні комбінації, що закінчувалися матом. Захищатися італійські майстри не хотіли, віддаючи перевагу контратаці.
Значення італійської шахової школи в тому, що вона розглядала шахи, як мистецтво, показала їхню красу та широкі комбінаційні можливості. У галузі розвитку теорії шахової гри італійська школа започаткувала систематичні дослідження відкритих дебютів, а саме гамбітів, дослідження ряду ендшпілів, особливо тих, де фігури борються одна проти одної[джерело?].
Уже в 20 столітті, після перемоги Ісламської революції в Ірані, шахи підпали там під заборону — їх було визнано «азартною та шкідливою» грою.

### ІдеїФілідора
Перші координовані пояснення, чому одні шахові партії закінчуються виграшем для однієї сторони, а інші — для іншої спробував привести в 18-му ст. француз Філідор Франсуа-Андре Данікан у своїй книжці «Аналіз шахової гри» (фр. L'Analyze des échecs). Це була надзвичайно впливова праця, яка витримала понад 100 видань.
У своїй книжці Філідор в основному використовував вигадані партії, щоб показати принципи стратегії. Коментарі Філідора про поширений дебют 1. е4 е5 скопіювали багато тодішніх шахових письменників, а його аналіз закінчення король, тура й слон проти короля і тури був першим серйозним аналізом цього своєрідного ендшпілю. Але найціннішою спадщиною Філідора є його судження про гру в мітельшпілі[джерело?]. Він підкреслював велике значення плану: коли всі фігури добре розвинуті, гравець повинен сформувати мету для координації сил, наприклад, атаку на королівському фланзі. Філідор також радив пробувати передбачати загрози опонента, замість того щоб зосереджуватися тільки на власній атаці.
Джоакіно Ґреко і попередні шахісти зосереджувалися тільки на двох чи трьох фігурах, але Філідор вірив у важливість пішаків, і приділяв особливу увагу їхній слабкості чи силі. Багато авторів часто цитують його славетне висловлювання «Пішаки — душа позиції».
Філідор також вірив, що мобільна маса пішаків — найважливіший фактор оцінки позиції в мітельшпілі і що жодна атака, не підкріплена пішаками, не буде вдалою. Він застерігав від ізолювання, подвоєння на одній лінії і відставання пішаків — тоді їх не можна надійно захистити.

### Морфі та його теорія атаки

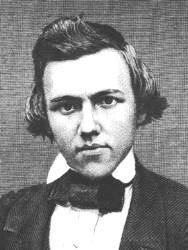
Пол Морфі — останній «некоронований» чемпіон світу з шахів

З 1750 до 1769 року група італійських майстрів з Модени (Моденська шахова школа) критикувала ідеї Філідора. Вони були впевнені, що він перебільшив важливість пішаків та применшив ціну інших фігур і прямої атаки на короля. Аналізуючи партії італійських майстрів шістнадцятого століття, шахісти Моденської школи показали, що партію можна виграти за 20 ходів із допомогою швидкої мобілізації фігур.
У цей час з'явилося багато гамбітів — дебютів із ризикованими жертвами пішаків або навіть фігур заради швидкого розвитку чи відкриття ліній для атаки. Матові атаки, часто з жертвами фігур, стали ознакою багатьох шахістів XIX ст. Ці провідні майстри були членами школи романтизму в шахах.
У 19-му ст. пропагували ідеї італійської школи англійці Дж. Саррат, У. Еванс, У. Льюїс, француз — А. Дешапель, росіяни О. Петров та Карл Яніш. Ідеї італійської шахової школи знайшли відбиття в грі Адольфа Андерсена, Джозефа Генрі Блекберна, І. Шумова та ін.
Яскравим представником романтизму став Адольф Андерсен, який у 1851 році виграв перший міжнародний шаховий турнір, який проходив у Лондоні. Андерсена справедливо вважали найкращим шаховим майстром тих часів, а його блискучий, енергійний стиль став головною ознакою шахів його часу.
Андерсена вважали майже непереможним до появи Пола Морфі, який перемагав усіх своїх суперників, зокрема Андерсена, протягом його короткої шахової кар'єри між 1857 і 1863 рр.

«Безсмертна партія», Андерсен — Кізерицький, 1851

Сучасники Морфі знали про дебют стільки ж, скільки й він, і знаходили комбінації так само добре, як і він. Але Морфі розумів, як і коли атакувати, щоб ця атака принесла максимальну користь. Це дозволило йому вигравати не тільки сприятливі позиції, а й уникати програшу в гірших.
У своїх партіях Морфі дуже швидко розвивав свої фігури, ставлячи їх на найактивніші поля в перші 10-15 ходів. У закритих, із блокованими пішаками позиціях, які любив Філідор, така тактика рідко давала перевагу. Але якщо центр чи королівський фланг були відкритими, то швидкий розвиток фігур давав досить значну перевагу гравцю, що атакує. У найзнаменитіших партіях Морфі, коні й пішаки відігравали другорядну роль. Він часто жертвував пішаки так, щоб ферзь, тури і слони могли якомога швидше приєднатися до атаки.
Неофіційні чемпіони світу, найсильніші гравці своєї епохи:
- Джоакіно Ґреко (1600—1634)
- Франсуа Філідор (1726 — 1795).
- Луї Шарль де Лабурдонне (1795 — 1840)
- Говард Стаунтон (1810 — 1874)
- Адольф Андерсен (1818 — 1879)
- Пол Морфі (1837 — 1884)

### ВідСтейніцадоБотвинника

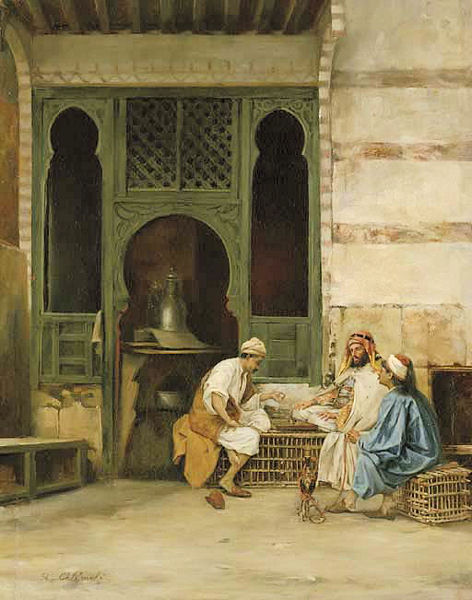
Гравці в шахи, Каїр Станіслава Хлєбовського (1835—1884)

У 1886 році відбувся перший офіційний матч за звання чемпіона світу з шахів. У цьому матчі Вільгельм Стейніц переміг Іоґана Цукерторта з рахунком +10-5=5 і тримав свій титул аж до 1894 р. Матч проходив у трьох американських містах (Нью-Йорк, Сент-Луїс, Новий Орлеан). Стейніц тричі захищав свій титул у матчах проти:
- Михайла Чігоріна (Гавана, 1889) +10-6=1
- Іоґана Ґунсберга (Нью-Йорк, 1890/1891) +6-4=9
- Михайла Чігоріна (Гавана, 1892) +10-6=1

Новий чемпіон зумів зберегти свою перевагу, тому що він розвивав нові принципи мітельшпілю, особливо в закритих або напівзакритих позиціях. Стейніц казав, що його «сучасну школу» веде дві передумови: перше, що природний результат гри — нічия через властивий баланс між силами білих і чорних і, по-друге, що повна поразка — межа, але не перше завдання гри.
Стейніц розпочав кар'єру як тактичний, комбінаційний гравець у стилі Морфі. Але пізніше він став майстром позиційної гри, де центр повністю або частково блоковано нерухомими пішаками. Він став майстром позиційного та стратегічного стилю, що був протилежним до комбінаційного й тактичного стилю гри.

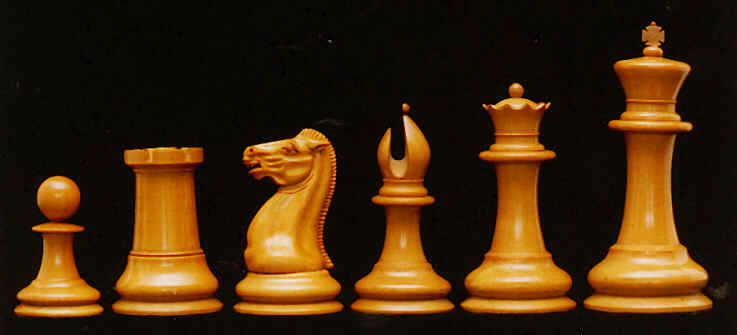
Загальноприйнятий дизайн сучасних шахів — шахи Стаунтона

Стейніц прийшов до висновку, що в типовій позиції кожна сторона має певні маленькі переваги, які врівноважують одна одну. Напад виправдовується тільки тоді, коли баланс порушено або шахіст зробив грубу помилку, яку можна використати. Перевага Морфі в розвитку фігур була одним із шляхів порушення балансу. Але в 1870-тих, після того, як з партіями Морфі ознайомилися всі майстри, отримати перевагу в розвитку фігур ставало все важче і важче.